# Большой террор
«Большо́й терро́р» (разг. «ежо́вщина») — термин современной историографии, характеризующий период наиболее массовых политических (сталинских) репрессий в СССР 1937—1938 годов. В научных кругах до сих пор нет единого мнения, что было причиной террора. Большинство историков считает, что Сталин сыграл ключевую роль в организации и проведении репрессий.
Период начался с назначением на пост главы НКВД Н. И. Ежова, и с последующим изданным им же Приказом НКВД СССР от 30 июля 1937 года № 00447. Он закончился в сентябре — ноябре 1938 года с широкомасштабными арестами в НКВД ставленников Н. И. Ежова и сменой его самого на посту главы НКВД на Л. П. Берию, и с постановлением СНК СССР и ЦК ВКП(б) от 17 ноября 1938 года с запретом органам НКВД и прокуратуры производства каких-либо массовых операций по арестам и выселению, с ликвидацией внесудебных «троек», созданных в порядке особых приказов НКВД СССР, и т. д.
В соответствии с приказом НКВД № 00447, репрессии осуществлялись на основании ориентировочных «плановых цифр», которые местным наркоматам было запрещено самостоятельно превышать. Уменьшение цифр разрешалось. Репрессировались ведущие «активную антисоветскую (подрывную преступную) деятельность»: бывшие кулаки; члены повстанческих, фашистских, террористических и бандитских формирований; члены антисоветских партий, бывшие белые, чиновники, каратели; уголовники, ведущие преступную деятельность и связанные с преступной средой. Также арестам или расстрелам подлежали подобные элементы, находящиеся в тюрьмах, лагерях, трудовых посёлках и колониях, продолжающие вести там «активную антисоветскую подрывную работу». 31 января 1938 года было принято Постановление Политбюро ЦК ВКП(б) «Об антисоветских элементах», где утверждено дополнительное количество подлежащих репрессии бывших кулаков, уголовников и активного антисоветского элемента и предложено НКВД СССР закончить операцию не позднее 1 апреля 1938 года.
Впоследствии руководителями среднего звена и органами НКВД «плановые лимиты» были многократно превышены.
За этот период (1937—1938) по политическим статьям было расстреляно не менее 725 тыс. и арестовано более чем 1,7 млн. По версии историка Земскова, расстрелянные по политическим мотивам 681—692 тысяч человек составляют 85 % общей численности расстрелянных за контрреволюционные и другие особо опасные государственные преступления за весь условный «сталинский период» (799 455 человек c 1921 по 1953 год).
Лично Сталиным и Политбюро ЦК ВКП(б) по так называемым «сталинским расстрельным спискам» было утверждено на осуждение 43 768 человек, в подавляющем большинстве это члены управленческих структур, в том числе НКВД и РККА. Почти все расстреляны. В этот период погибло 78 % членов ЦК ВКП(б). Из 1966 делегатов  XVII съезда ВКП(б) 1108 человек было репрессировано.
По версии В. Н. Хаустова, массовые репрессии 1937—1938 годов базировались на решениях Политбюро ЦК ВКП(б), которые принимались в соответствии с тезисом Сталина о продвижении к социализму
«через усиление органов диктатуры пролетариата путём развертывания классовой борьбы, путём уничтожения классов, путём ликвидации остатков капиталистических классов, в боях с врагами как внутренними, так и внешними».
Первым термин «Большой террор» применил британский историк Роберт Конквест в своей книге «Большой террор» (The Great Terror). В послесталинском СССР период репрессий 1937—1938 годов было принято называть «ежовщиной» по имени главы НКВД Н. Ежова.

## Мнения о возможных причинах Большого террора
По одной из версий, идеологической основой для Большой чистки 1937—1938 годов послужила разработанная Сталиным доктрина «усиления классовой борьбы по мере завершения строительства социализма», впервые высказанная им на пленуме ЦК ВКП(б) 9 июля 1928 года. Террор опирался на уже сложившиеся ранее механизмы. Внесудебные репрессии широко применялись коммунистами ещё во время Гражданской войны, а первым «образцом» для «московских процессов» стал показательный процесс 1922 года над эсерами.
По мнению историка О. В. Хлевнюка, более убедительны те специалисты, которые связывают террор 1937—1938 годов с обозначившейся угрозой войны. Содержание приказов, регулирующих массовые операции, демонстрировало стремление сталинского руководства ликвидировать «пятую колонну», которая уже проявила себя во время Гражданской войны в Испании 1936 года. Именно подготовкой к войне объясняли массовые операции сами сотрудники НКВД в своей среде. Один из руководителей региональных управлений НКВД так объяснял своим подчиненным причины всплеска террора: «СССР воюет с Японией, скоро начнется война с Германией <…> На НКВД правительство возлагает надежду в смысле очистки страны от чуждого элемента <…> Поэтому необходимо по Союзу расстрелять до 5 млн человек». Хлевнюк утверждает, что заговоры и «пятая колонна» существовали именно в представлениях Сталина и его соратников, но не в реальности.
Германский историк Йорг Баберовски считал причиной перехода к Большому террору сопротивление Сталину со стороны региональных и местных элит, саботировавших указания центра. Французский историк Николя Верт рассматривал Большой террор как осуществляемый властью механизм социальной инженерии, окончательное завершение политики «раскулачивания» и депортаций «вредных элементов». Американский историк Дэвид Ширер связывал возникновение Большого террора с преодолением общего хозяйственно-политического хаоса первой половины и середины 1930-х годов.
Российский историк А. Г. Тепляков в историографическом обзоре утверждал, что в начале XXI века большинство исследователей уверено в том, что Большой террор был подготовленной и спланированной акцией. По мнению Теплякова, в научной среде нет согласия по поводу удовлетворительного объяснения причин террора 1937—1938 годов. Тепляков приводил мнение историка культуры сталинского периода Е. А. Добренко о появлении в научной среде более широкого подхода к причинам репрессий, согласно мнению Ш. Фицпатрик, Э. Наймана, К. Кларка, Т. Лахузена, И. Халфина и О. Хархордина, пересматривающего как представления традиционной советологии (тоталитарный режим и страдающие массы), так и положения школы ревизионизма. В рамках этого подхода ряд историков обратил внимание на взаимное поддерживание, усиление и слияние масс и режима вместо традиционного их противопоставления, а источник террора, по их мнению, оказывался не в режиме, а в самих массах, в отсталой политической культуре, которая воспроизвела режим, институционно оформивший массовую агрессию и коллективное пренебрежение к личности.
Американская исследовательница В. З. Голдман выдвигала версию деятельного участия масс в репрессиях под давлением госаппарата, отказываясь видеть причину развязывания Большого террора в стремлении Сталина к единоличной власти. Германский историк К. Шлегель полагал, что террор, инициированный верхушкой во имя великой цели избавиться от врагов, был с готовностью подхвачен и использован множеством структур и граждан для решения своих проблем и продвижения по карьерной лестнице.
Советолог Шейла Фицпатрик проводит параллели между Большим террором и якобинским террором 1794 года Великой Французской революции, так как в обоих случаях в первую очередь уничтожались старые революционеры, под предлогом подавления «внутренней контрреволюции», необходимости обновления общества принесением в жертву тысяч голов изменников. При этом масштабы террора были несопоставимы и, в отличие от якобинского террора, в ходе Большого террора уничтожались не оппозиционные политические структуры (они были давно ликвидированы), а не связанные между собой люди.

## Убийство Кирова и его последствия
Убийство Кирова 1 декабря 1934 года было использовано как повод для усиления политических репрессий. По мнению руководства СССР, убийца Кирова Леонид Николаев действовал не по собственной инициативе, а был связан с остатками разгромленных в 1920-х годах внутрипартийных оппозиционеров, которые после своего вытеснения из легального поля якобы перешли к прямо террористическим методам.
При расследовании дела об убийстве Кирова Сталин приказал разрабатывать «зиновьевский след», обвинив в убийстве Кирова Г. Е. Зиновьева, Л. Б. Каменева и их сторонников. Через несколько дней начались аресты бывших сторонников зиновьевской оппозиции, а 16 декабря были арестованы сами Каменев и Зиновьев. 28—29 декабря 14 человек, непосредственно обвинённых в организации убийства, были приговорены к расстрелу. В приговоре утверждалось, что все они были «активными участниками зиновьевской антисоветской группы в Ленинграде», а впоследствии — «подпольной террористической контрреволюционной группы», которую возглавлял так называемый «Ленинградский центр». 9 января 1935 года в Особом совещании при НКВД СССР по уголовному делу «ленинградской контрреволюционной зиновьевской группы Сафарова, Залуцкого и других» были осуждены 77 человек. 16 января были осуждены 19 обвиняемых по делу так называемого «Московского центра» во главе с Зиновьевым и Каменевым.
О. Г. Шатуновская в письме А. Н. Яковлеву утверждала, что «в личном архиве Сталина при нашем расследовании был обнаружен собственноручно составленный список двух сфабрикованных им „троцкистско-зиновьевских террористических центров“ — Ленинградского и Московского».
В течение нескольких последующих лет Сталин использовал убийство Кирова как повод для окончательной расправы с бывшими политическими противниками, возглавлявшими различные оппозиционные течения в партии в 1920-х годах или принимавшими в них участие. Все они были уничтожены по обвинениям в террористической деятельности.
1 декабря 1934 года было издано Постановление ЦИК и СНК СССР, в соответствии с которым следствие по делам о террористических организациях и террористических актах должно было вестись в ускоренном режиме (до десяти дней), судебное слушание — производиться без участия сторон и без вызова свидетелей, ни кассационного обжалования, ни подачи ходатайств о помиловании не допускалось, смертные приговоры приводились в исполнение в тот же день. Рассмотрение дел «в упрощённом порядке» требовало обязательной предварительной санкции Политбюро ЦК ВКП(б), оформленной специальным решением.
В закрытом письме ЦК ВКП(б) «Уроки событий, связанных с злодейским убийством тов. Кирова», подготовленном и разосланном на места в январе 1935 года Сталин напоминал об иных «антипартийных группировках», существовавших в истории ВКП(б) — «троцкистах», «демократических централистах», «рабочей оппозиции», «правых уклонистах». Это письмо на местах следовало рассматривать как прямое указание к действию.
26 января 1935 года Сталин подписал постановление Политбюро о высылке из Ленинграда на север Сибири 663 бывших сторонников Зиновьева. Одновременно 325 бывших оппозиционеров были переведены из Ленинграда на партийную работу в другие районы. Аналогичные действия предпринимались и в других местах. Так, например, 17 января 1935 года Политбюро ЦК КПУ поставило вопрос о необходимости перевода бывших активных троцкистов и зиновьевцев из крупных промышленных центров республики и о подготовке материалов на исключённых из партии, в том числе за принадлежность к «троцкистскому и троцкистско-зиновьевскому блоку». Всего в январе—феврале 1935 года в Ленинграде были арестованы 843 «зиновьевца».
Планом Управления НКВД по Ленинградской области в течение одного месяца выселению из Ленинграда подлежали 5 тысяч семей бывших дворян и тому подобных «бывших людей». С 28 февраля по 27 марта 1935 года были отправлены в ссылку 11 072 человек (4833 глав и 6239 членов семей), в том числе: бывших князей — 67, графов — 44, баронов — 106, бывших офицеров императорской и белой армий — 1177, священнослужителей — 218. С 1 апреля 1935 года началась новая операция, в ходе которой к 25 апреля было выселено ещё 5100 семей (22 511 человек). Позднее до 15 июня 1935 года за пределы Ленинграда, погранзоны и 100 км режимной местности дополнительно было выслано свыше восьми тысяч человек, так называемый «Кировский поток».
В марте—апреле 1935 года Особое совещание при НКВД СССР осудило ряд известных партийных деятелей, например А. Г. Шляпников, поддержавших в 1921 году во время дискуссии по материалам X съезда партии платформу «рабочей оппозиции», по сфальсифицированному делу о создании «контрреволюционной организации».
В январе—апреле 1935 года органы НКВД «раскрыли» так называемое «кремлёвское дело», в рамках которого была арестована группа служащих правительственных учреждений в Кремле по обвинению в создании террористической группы, готовившей покушения на руководителей государства. В связи с этим делом 3 марта 1935 года был снят с поста секретаря ЦИК СССР А. С. Енукидзе. Его сменил бывший прокурор СССР И. А. Акулов, которого, в свою очередь, сменил первый заместитель А. Я. Вышинский.
В 1935 году глава НКВД Генрих Ягода и прокурор СССР Андрей Вышинский докладывали о создании внесудебных «троек» для нарушителей паспортного режима. Эти так называемые «милицейские тройки» были образованы приказом НКВД СССР за № 00192 27 мая 1935 года. Данным приказом обращалось внимание на абсолютную недопустимость производства массовых операций при «изъятии» уголовного и деклассированного элемента. При вынесении решений «тройкам» НКВД предлагалось руководствоваться правами, предусмотренными Положением об Особом совещании при НКВД СССР. Участие прокурора в заседании «тройки» было обязательно. Протоколы «троек» направлялись начальнику Главного управления рабоче-крестьянской милиции для представления их на Особое совещание НКВД СССР.

## Московские процессы
В период 1936—1938 годов состоялись три больших открытых процесса над бывшими высшими функционерами компартии, которые были в 20-х годах связаны с троцкистской или правой оппозицией. За рубежом их назвали «Московскими процессами» (англ. Moscow Trials).
Обвиняемым, которых судила Военная коллегия Верховного суда СССР, вменялось в вину сотрудничество с западными разведками с целью убийства Сталина и других советских лидеров, роспуска СССР и восстановления капитализма, а также организация вредительства в разных отраслях экономики с той же целью.
- Первый Московский процесс над 16 членами так называемого «Троцкистско-Зиновьевского Террористического Центра» состоялся в августе 1936 года. Основными обвиняемыми были Зиновьев и Каменев. Помимо прочих обвинений, им инкриминировалось убийство Кирова и заговор с целью убийства Сталина.
- Второй процесс (дело «Параллельного антисоветского троцкистского центра») в январе 1937 года прошёл над 17 менее крупными функционерами, такими как Карл Радек, Юрий Пятаков и Григорий Сокольников. 13 человек были расстреляны, остальные приговорены к длительным срокам заключения.
- Третий процесс в марте 1938 года состоялся над 21 членами так называемого «Право-троцкистского блока». Главным обвиняемым являлся Николай Бухарин, бывший глава Коминтерна, также бывший председатель Совнаркома Алексей Рыков, Христиан Раковский, Николай Крестинский и Генрих Ягода — организатор первого московского процесса. Среди обвиняемых были также И. Н. Казаков, Л. Г. Левин и Д. Д. Плетнёв, известные деятели советской медицины. Все обвиняемые, кроме троих (Бессонова, Плетнёва и Раковского), были приговорены к расстрелу. Трое осуждённых к тюремным срокам содержались в Орловском централе и были расстреляны в сентябре 1941 года в Медведевском лесу под Орлом.

Впоследствии все подсудимые, кроме Ягоды, были реабилитированы.

## Репрессии в армии
Одним из первых репрессированных военных стал Г. Д. Гай, в 1935 году арестованный за то, что в частном разговоре будучи пьяным сказал: «надо убрать Сталина, всё равно его уберут». Вскоре он был арестован НКВД и осуждён на 5 лет лагерей, однако при пересылке в Ярославскую тюрьму 22 октября 1935 году бежал. Для его поимки НКВД мобилизовало до нескольких тысяч чекистов, комсомольцев и колхозников для создания сплошного кольца радиусом 100 километров. Через два дня Гaй был пойман.
В июне 1937 также состоялся суд над группой высших офицеров РККА, включая Михаила Тухачевского, по так называемому «Делу антисоветской троцкистской военной организации».
Обвиняемые по «делу Тухачевского»
- Тухачевский М. Н., расстрелян 12 июня 1937 года
- Якир И. Э., расстрелян 12 июня 1937 года
- Уборевич И. П., расстрелян 12 июня 1937 года
- Путна В. К., расстрелян 12 июня 1937 года
- Гамарник Я. Б., застрелился 31 мая 1937 года
- Фельдман Б. М., расстрелян 12 июня 1937 года

«Судьи Тухачевского»
- Блюхер В. К., умер под следствием 9 ноября 1938
- Будённый С. М.
- Алкснис Я. И. расстрелян 29 июля 1938 года
- Горячев Е. И. покончил с собой 12 декабря 1938 года в ожидании ареста
- Каширин Н. Д. расстрелян 14 июня 1938 года

## Чистка внутри НКВД
- М. П. Фриновский (расстрелян в 1940-м)
- Г. С. Люшков (бежал в 1938-м, погиб в 1945-м)
- С. Н. Миронов (расстрелян в 1940-м)
- М. И. Литвин (застрелился в 1939-м)

26 сентября 1936 года наркомом внутренних дел вместо Ягоды был назначен Н. И. Ежов.

ТЕЛЕГРАММА

ШИФРОМ

МОСКВА. ЦК ВКП(б).

Т.т. Кагановичу, Молотову и другим членам Политбюро ЦК.

Первое. Считаем абсолютно необходимым и срочным делом назначение тов. Ежова на пост Наркомвнуделом. Ягода явным образом оказался не на высоте своей задачи в деле разоблачения троцкистско-зиновьевского блока. ОГПУ опоздал в этом деле на 4 года. Об этом говорят все партработники и большинство областных представителей Наркомвнудела. Замом Ежова в Наркомвнуделе можно оставить Агранова.…

Сталин. Жданов.

№ 44

25/IX.36 г.

Шестое. Само собой понятно, что Ежов остаётся секретарём ЦК.

Исследователь Л. А. Наумов обращал внимание на дисбаланс в составе НКВД перед началом террора. В частности, на 1 июля 1934 года в НКВД насчитывалось непропорционально много, 31,25 %, бывших членов [уточнить]небольшевистских партий. К концу чисток состав органов НКВД резко изменился, львиную долю сотрудников начала составлять молодёжь, пришедшая по ленинскому призыву.
- С. А. Гоглидзе (расстрелян в 1953-м)
- В. Г. Деканозов (расстрелян в 1953-м)

## Массовый террор

### Февральско-мартовский пленум ЦК ВКП(б)
Установка на начало чистки была дана на пленуме ЦК ВКП(б) 23 февраля — 3 марта 1937 года. На этом пленуме со своим докладом «О недостатках партийной работы и мерах ликвидации троцкистских и иных двурушников» выступил Сталин И. В., повторивший свою доктрину об «обострении классовой борьбы по мере строительства социализма». На пленуме были заслушаны обвинения в адрес Бухарина Н. И. в подпольном сколачивании «право-левой» оппозиции, которая якобы должна была объединить как бывшие левые оппозиции (троцкисты Пятаков Г. Л., Радек К. Б., зиновьевцы Каменев Л. Б., Сокольников Г. Я. и др.), так и бывших «правых уклонистов» (Бухарин Н. И., Рыков А. И., Угланов Н. А.). В распоряжении НКВД оказалась запись тайных переговоров Бухарина с Каменевым о создании подобной «право-левой» (в сталинской терминологии — «троцкистско-бухаринской») объединённой оппозиции. Кроме того, согласно докладу Ежова Н. И., Бухарин и Рыков якобы прямо планировали террор против Сталина.
Рассмотрев «дело Бухарина-Рыкова», пленум обвинил в первую очередь Бухарина в «двурушничестве» (тайном ведении оппозиционной деятельности), несмотря на публичные «признания ошибок». Заявления Бухарина о том, что данные о его якобы террористической деятельности являются клеветой, а соответствующие показания «выколочены» следователями НКВД, были объявлены очернением советского строя; объявленная Бухариным в знак протеста голодовка была заклеймена как «троцкистский метод».
Большинство участников Пленума было готово проголосовать за расстрельную резолюцию, но эти настроения «погасил» Сталин, предложивший исключить обоих из ЦК партии, а дело передать на рассмотрение НКВД.
По итогам пленума Бухарин был исключён из партии, его дело передано в НКВД.
В ходе террора из 72 лиц, выступавших на этом пленуме, 52 были расстреляны:
- Агранов Я. С. расстрелян 1 августа 1938 года[34]
- Акулов И. А. расстрелян 30 октября 1937 года
- Андреев А. А. пережил чистку
- Антипов Н. К. расстрелян 28 июля 1938 года
- Багиров М. Д. пережил чистку, расстрелян 26 апреля 1956 года
- Балицкий В. А. расстрелян 27 ноября 1937 года
- Берия Л. П. сменил Ежова на посту наркома, прекратил Большой террор[35], расстрелян 23 декабря 1953 года
- Богушевский В. С. расстрелян 31 марта 1939 года
- Бухарин Н. И. расстрелян 15 марта 1938 года
- Быкин (Беркович) Я. Б. расстрелян 10 февраля 1938 года
- Вегер Е. И. расстрелян 27 ноября 1937 года
- Ворошилов К. Е. пережил чистку
- Вышинский А. Я. пережил чистку. До XX съезда КПСС не дожил.
- Гамарник Я. Б. застрелился в ожидании ареста 31 мая 1937 года
- Гуревич А. И. расстрелян 30 октября 1937 года
- Евдокимов Е. Г. расстрелян 2 февраля 1940 года
- Ежов Н. И. расстрелян 4 февраля 1940 года
- Жданов А. А. пережил чистку, умер в 1948 году. Смерть Жданова стала одним из предлогов для «дела врачей».
- Жуков И. П. расстрелян 30 октября 1937 года
- Завенягин А. П. пережил чистку
- Заковский Л. М. (Штубис Г. Э.), организатор массовых репрессий в Западной Сибири, расстрелян в ходе чистки в НКВД 29 августа 1938 года
- Икрамов А. И. расстрелян 15 марта 1938 года
- Кабаков И. Д. расстрелян 30 октября 1937 года
- Каганович Л. М. пережил чистку, умер в 1991 году, не дожив полугода до распада СССР
- Калинин М. И. пережил чистку
- Калманович М. И. расстрелян 27 ноября 1937 года
- Калыгина А. С. расстреляна 27 ноября 1937 года
- Каминский Г. Н. расстрелян 10 февраля 1938 года
- Косарев А. В. расстрелян 23 февраля 1939 года
- Косиор С. В. расстрелян 26 февраля 1939 года
- Криницкий А. И. расстрелян 30 октября 1937 года
- Крупская Н. К. умерла 27 февраля 1939 года
- Кудрявцев С. А. расстрелян 25 апреля 1938 года
- Левченко Н. И. расстрелян 25 февраля 1938 года
- Литвинов М. М. (Валлах М. М.) пережил чистку, умер 31 декабря 1951 года при подозрительных обстоятельствах
- Любимов И. Е. расстрелян 27 ноября 1937 года
- Любченко П. П. застрелился в ожидании ареста 29 августа 1937 года
- Макаров И. Г. пережил чистку
- Маленков Г. М. пережил чистку
- Межлаук В. И. расстрелян 29 июля 1938 года
- Мехлис Л. З. пережил чистку
- Микоян А. И. пережил чистку
- Мирзоян Л. И. расстрелян 26 февраля 1939 года
- Миронов (Каган) Л. Г. расстрелян 29 августа 1938 года
- Михайлов (Каценеленбоген) М. Е. расстрелян 1 августа 1938 года
- Молотов (Скрябин) В. М. пережил чистку, умер 8 ноября 1986 года
- Оболенский В. В. (Осинский Н.) расстрелян 1 сентября 1938 года
- Пахомов Н. Н. расстрелян 19 августа 1938 года
- Полонский В. И. расстрелян 30 октября 1937 года
- Попов Н. Н. расстрелян 10 февраля 1938 года
- Попок Я. А. расстрелян 28 июля 1938 года
- Постышев П. П. расстрелян 26 февраля 1939 года
- Прамнек Э. К. расстрелян 29 июля 1938 года
- Разумов М. О. (Арханцев А. И.) расстрелян 30 октября 1937 года
- Реденс С. Ф. расстрелян 12 февраля 1940 года
- Рухимович М. Л. расстрелян 29 июля 1938 года
- Рыков А. И. расстрелян 15 марта 1938 года
- Рындин К. В. расстрелян 10 февраля 1938 года
- Саркисов С. А. расстрелян 1 сентября 1937 года
- Стецкий А. И. расстрелян 1 августа 1938 года
- Угаров А. И. расстрелян 25 февраля 1939 года
- Хатаевич М. М. расстрелян 30 октября 1937 года
- Хрущёв Н. С. пережил чистку
- Чубарь В. Я. расстрелян 26 февраля 1939 года
- Шверник Н. М. пережил чистку
- Шеболдаев Б. П. расстрелян 30 октября 1937 года
- Шкирятов М. Ф. пережил чистку
- Эйхе Р. И. расстрелян 4 февраля 1940 года
- Ягода Г. Г. расстрелян 15 марта 1938 года
- Яковлев (Эпштейн) Я. А. расстрелян 29 июля 1938 года
- Ярославский Е. М. (Губельман М. И.) пережил чистку

В феврале 1937 года опросное утверждение в Политбюро ЦК списков лиц, чьи приговоры, чаще всего расстрельные, оформлялись затем Военной коллегией Верховного суда СССР началось на регулярной основе. Утверждение пофамильных списков с заранее намеченной мерой наказания осуществлял лично И. Сталин и его ближайшие соратники по партии. Формальных решений Политбюро ЦК об этом не принималось, а их роль выполняли резолюции «за» и подписи на самих списках. Первый подобный документ оформлен 27 февраля 1937 г. В нём фигурировали фамилии 479 человек и мерой наказания определён расстрел.
Возвращённые в НКВД списки направляли в ВКВС. Там полученные дела рассматривались в соответствии с Постановлением от 01 декабря 1934 года. Суд проходил формально. Документы готовились заранее. Слушание дела занимало пять—десять минут. Считалось, что за это время подсудимому разъясняли его права, сущность обвинения, заслушивали отношение обвиняемого к совершённым преступлениям, его показания и последнее слово. Приговор выносился по назначенной ранее категории. Исключений практически не встречалось. Смертные приговоры обычно объявляли подсудимым непосредственно перед казнью. Всего в таком порядке было осуждено свыше 40 тысяч человек.
Для бывших работников НКВД устанавливался так называемый «особый порядок». Как правило, их списки подавались Сталину отдельно и либо не имели обложки, либо были озаглавлены просто «Список» или «Список лиц», без указания, что означенные в нём лица подлежат суду ВКВС. Если фамилии сотрудников НКВД шли в общих списках, против них обычно указывалось: «бывш. сотрудник НКВД». Утверждённые членами Политбюро ЦК списки нигде больше не рассматривались, а людей просто расстреливали. То есть визы членов Политбюро ЦК фактически становились приговором и никакой, даже формальной легитимации не требовали. В представленных на CD документах по делам центрального аппарата НКВД «в особом порядке» было осуждено 254 чекиста. Первый «особый» список был утверждён 16 июня 1937 года, последний — 10 июня 1938 года.
Начальник управления милиции в Иваново М. П. Шрейдер так вспоминал о выездном заседании ВКВС: 

До суда всех подследственных крепко обрабатывали, уговаривая их не отказываться от выбитых у них показаний, обещая за это сохранить им жизнь. Следует отметить, что ещё до начала судебного заседания машинистка печатала под диктовку секретаря суда заранее определённые приговоры с одной только мерой наказания — расстрел […] Хотя я имел право войти в помещение, где происходил суд, я не мог этого сделать — мне стыдно было смотреть в глаза подсудимым.

### Начало массового террора
В июне 1937 года Троцкий, находившийся в изгнании в Мексике, направил во ВЦИК СССР телеграмму, в которой писал, что «политика Сталина ведёт к окончательному как внутреннему, так и внешнему поражению. Единственным спасением является поворот в сторону советской демократии, начиная с открытия последних судебных процессов. На этом пути я предлагаю полную поддержку». Телеграмма была переслана Сталину, наложившему на неё резолюцию: «Шпионская рожа! Наглый шпион Гитлера!». 28 июня 1937 года Политбюро ЦК ВКП(б) приняло решение: «1. Признать необходимым применение высшей меры наказания ко всем активистам, принадлежащим к повстанческой организации сосланных кулаков. 2. Для быстрейшего разрешения вопроса создать тройку в составе тов. Миронова (председатель), начальника управления НКВД по Западной Сибири, тов. Баркова, прокурора Западно-Сибирского края, и тов. Эйхе, секретаря Западно-Сибирского краевого комитета партии».
2 июля Политбюро приняло решение послать секретарям обкомов, крайкомов, ЦК компартий союзных республик телеграмму:
| Замечено, что большая часть бывших кулаков и уголовников, высланных одно время из разных областей в северные и сибирские районы, а потом по истечении срока высылки вернувшихся в свои области, — являются главными зачинщиками всякого рода антисоветских и диверсионных преступлений, как в колхозах и совхозах, так и на транспорте и в некоторых отраслях промышленности. ЦК ВКП(б) предлагает всем секретарям областных и краевых организаций и всем областным, краевым и республиканским представителям НКВД взять на учёт всех возвратившихся на родину кулаков и уголовников с тем, чтобы наиболее враждебные из них были немедленно арестованы и были расстреляны в порядке административного проведения их дел через тройки, а остальные менее активные, но всё же враждебные элементы были бы переписаны и высланы в районы по указанию НКВД. ЦК ВКП(б) предлагает в пятидневный срок представить в ЦК состав троек, а также количество подлежащих расстрелу, равно как и количество подлежащих высылке. |

16 июля состоялось совещание Ежова с начальниками областных управлений НКВД для обсуждения предстоящей операции. С. Н. Миронов (начальник УНКВД по Западно-Сибирскому краю) позже рассказывал: «Ежов дал общую оперативно-политическую директиву, а Фриновский уже в развитие её прорабатывал с каждым начальником управления „оперативный лимит“», то есть количество лиц, подлежавших репрессии в том или ином регионе СССР. Миронов в заявлении на имя Л. П. Берия писал: «… в процессе доклада Ежову в июле я ему заявил, что столь массовые широкие операции по районному и городскому активу… рискованны, так как наряду с действительными членами контрреволюционной организации они очень неубедительно показывают на причастность ряда лиц. Ежов мне на это ответил: „А почему вы не арестовываете их? Мы за вас работать не будем, посадите их, а потом разберётесь — на кого не будет показаний, потом отсеете. Действуйте смелее, я уже вам неоднократно говорил“. При этом он мне заявил, что в отдельных случаях, если нужно „с вашего разрешения могут начальники отделов применять и физические методы воздействия“». Заместитель наркома внутренних дел Армянской ССР Кондаков со ссылкой на своего бывшего начальника по Ярославскому управлению НКВД А. М. Ершова докладывал: «Ежов допустил такое выражение „Если во время этой операции и будет расстреляна лишняя тысяча людей — беды в этом совсем нет. Поэтому особо стесняться в арестах не следует“». «Начальники управлений, — показывал А. И. Успенский, — стараясь перещеголять друг друга, докладывали о гигантских цифрах арестованных. Выступление Ежова на этом совещании сводилось к директиве „Бей, громи без разбора“. Ежов прямо заявил, что в связи с разгромом врагов будет уничтожена и некоторая часть невинных людей, но что это неизбежно». На вопрос Успенского, как быть с арестованными 70- и 80-летними стариками, Ежов отвечал: «Если держится на ногах — стреляй».

### Репрессии по «кулацкой линии»
31 июля 1937 приказ НКВД № 00447 «Об операции по репрессированию бывших кулаков, уголовников и других антисоветских элементов» был одобрен Политбюро ЦК ВКП(б), одновременно было принято решение о расширении системы лагерей ГУЛАГа, и подписано Ежовым.
В приказе помимо кулаков и уголовников к репрессированным отнесли политических активистов (эсеры, грузмеки, муссаватисты, иттихадисты, дашнаки, белые, реэмигранты). В рамках «кулацкой операции» было осуждено тройками около 818 тысяч человек, из них к расстрелу приговорено 436 тысяч.

### Механизм террора
О. В. Хлевнюк пишет, что Политбюро разрешало проведение различных операций и утверждало приказы для НКВД. Деятельность «троек» регулировалась при помощи лимитов. Приговоры руководящих работников формально выносила Военная коллегия Верховного суда СССР. Фактически они утверждались Сталиным, Молотовым, Ворошиловым, Кагановичем, Ждановым и в нескольких случаях Микояном и Косиором.
Члены Политбюро совершали регулярные поездки на места для чисток в республиканских и областных партийных организациях. Несмотря на то, что большинство директив о терроре оформлялись как решения Политбюро, их истинным автором был, как утверждает Хлевнюк, Сталин. За подписью Сталина на места шли директивы ЦК о проведении арестов и организации судов. В ряде случаев указания Сталина рассылались телеграммами. Например, 27 августа 1937 года в ответ на сообщение секретаря Западного обкома партии о ходе суда над «вредителями, орудовавшими в сельском хозяйстве Андреевского района», Сталин телеграфировал: «Советую приговорить вредителей Андреевского района к расстрелу, а о расстреле опубликовать в местной печати».
Начальники УНКВД, получив развёрстку на арест нескольких тысяч человек, были поставлены перед необходимостью арестовывать сотни и тысячи человек. Для того чтобы выполнить и перевыполнить установленные планы по репрессиям, органы НКВД арестовывали и передавали на рассмотрение троек дела людей самых разных профессий и социального происхождения. Сотрудники НКВД стали выдумывать повсеместно всякого рода повстанческие, право-троцкистские, шпионско-террористические, диверсионно-вредительские и тому подобные организации, «центры», «блоки» и просто группы. По материалам следственных дел того времени почти во всех краях, областях и республиках существовали широко разветвлённые «право-троцкистские шпионско-террористические, диверсионно-вредительские» организации и центры и, как правило, эти «организации» или «центры» возглавляли первые секретари обкомов, крайкомов или ЦК компартий союзных республик. Так, в Западной области руководителем «контрреволюционной организации правых» был первый секретарь обкома И. П. Румянцев, в Татарии «руководителем правотроцкистского националистического блока» являлся бывший первый секретарь обкома А. К. Лепа, руководителем «антисоветской террористической организации правых» в Челябинской области был первый секретарь обкома К. В. Рындин.
Тройки НКВД рассматривали дела в отсутствие обвиняемых десятками дел на каждом заседании. По воспоминаниям бывшего чекиста М. П. Шрейдера, проработавшего на руководящих должностях в системе НКВД до 1938 года и затем арестованного, порядок работы «тройки» по Ивановской области был следующий: составлялась повестка, или так называемый «альбом», на каждой странице которого значились имя, отчество, фамилия, год рождения и совершённое «преступление» арестованного. После этого начальник областного управления НКВД красным карандашом писал на каждой странице большую букву «Р» и расписывался, что означало «расстрел». В тот же вечер или ночью приговор приводился в исполнение. Обычно на следующий день страницы «альбома-повестки» подписывали другие члены тройки.
Протоколы заседания тройки направлялись начальникам оперативных групп НКВД для приведения приговоров в исполнение. Приказ устанавливал, что приговоры по «первой категории» приводятся в исполнение в местах и порядком по указанию наркомов внутренних дел, начальников областных управлений и отделов НКВД с обязательным полным сохранением в тайне времени и места приведения приговора в исполнение. Часть репрессий проводилась в отношении лиц уже осуждённых и находившихся в лагерях. Для них выделялись лимиты «первой категории» и также образовывались тройки.

### Террор в действии
В Западно-Сибирском крае ещё в мае 1937 года началась фабрикация дела гигантского «эсеро-монархического» вооружённого заговора, якобы организованного в Западной Сибири эмиссарами РОВСа и японской разведкой. Вооружённой опорой заговора якобы должны были стать раскулаченные — спецпоселенцы и ссыльные из «бывших». В 1939 году арестованный начальник Ужурского районного отдела Управления НКВД по Красноярскому краю А. Григорьев писал об обвиняемых, которым, «почти не зачитывая протокола допроса заставляли подписывать протокол, применяя к ним конвейерную систему держали на выстайке, несколько дней не давали спать и есть, а когда подпишет, считают, что его „раскололи“, таким образом был изъято около 1800 человек Ровсовской организации».
В конце июля 1937 года опербригада работника секретно-политического отдела УНКВД ЗСК П. И. Молостова, в значительной степени составленная из курсантов межкраевой школы НКВД, обходила предприятия и стройки Новосибирска, выясняя у администрации наличие «антисоветского элемента» — без протоколов, ограничиваясь записями вроде «антисоветски настроен», «кулак» и т. д. Затем сотрудники НКВД ночью оцепили огромную площадку строительства оперного театра и в течение трёх дней арестовали до 200 строителей. Один из сотрудников НКВД, проводивший операцию в Прокопьевске, позднее утверждал, что ночью в посёлке Южный, где жили спецпоселенцы, без ордеров на арест были арестованы свыше 200 мужчин, которых приписали в заранее заготовленную схему повстанческой организации. Всего до 15 марта 1938 года было осуждено 24 383 «ровсовца», из них 21 129 человек были расстреляны.
В Новосибирской области были «вскрыты» «Сибирский комитет ПОВ», «Новосибирская троцкистская организация в РККА», «Новосибирский троцкистский террористический центр», «Новосибирская фашистская национал-социалистическая партия Германии», «Новосибирская латышская национал-социалистическая фашистская организация» и ещё других 33 «антисоветских» организации и группы.
НКВД Таджикской ССР якобы вскрыл контрреволюционную буржуазно-националистическую организацию. Связи её выходили на право-троцкистский центр, Иран, Афганистан, Японию, Англию и Германию и контрреволюционную буржуазно-националистическую организацию Узбекской ССР. В руководстве этой организации состояли четыре бывших секретаря ЦК КП(б) Таджикистана, два бывших председателя СНК, два бывших председателя ЦИК республики, 12 наркомов и один руководитель республиканских организаций, почти все зав. отделами ЦК, 18 секретарей РК КП(б) Таджикистана, председатели и зам. председателей райисполкомов, писатели, военные и другие партийно-советские работники.
УНКВД по Свердловской области «вскрыло» так называемый «Уральский повстанческий штаб — орган блока правых, троцкистов, эсеров, церковников и агентуры РОВСа», руководимый секретарём Свердловского обкома И. Д. Кабаковым, членом КПСС с 1914 года. Этот штаб якобы объединял 200 подразделений, сформированных по военному образцу, 15 повстанческих организаций и 56 групп.
В Киевской области к декабрю 1937 года было «вскрыто» 87 повстанческо-диверсионных, террористических организаций и 365 повстанческо-диверсионных вредительских групп.
На московском авиазаводе № 24 в 1937 году было «вскрыто» и ликвидировано пять шпионских, террористических и диверсионно-вредительских групп, с общей численностью 50 человек («право-троцкистская» группа и группы, якобы связанные с германской, японской, французской и латвийской разведками). При этом указывалось, что «завод до сего дня засорён антисоветскими социально-чуждыми и подозрительными по шпионажу и диверсии элементами. Имеющийся учёт этих элементов по одним только официальным данным достигает 1000 человек».
Из-за огромного объёма фальсификации следственных дел, а также не слишком высокого общего уровня грамотности следователи иногда допускали абсурдные ошибки. Так, из-за неправильного написания фамилии указывалось, что Штеклян Антон Петрович завербовал Штеклера Антона Петровича (на самом деле это был один и тот же человек), а немцу Эдуарду Зоммерфельду вменялось в вину посещение польского клуба в Москве, где он якобы встречался с польскими шпионами.
Значительной категорией репрессированных были священнослужители. Данные о точной численности репрессированных священников противоречивы. Согласно цифрам, приведённым А. Н. Яковлевым, в 1937 году было арестовано 136 900 православных священнослужителей, из них расстреляно — 85300, а в 1938 году было арестовано 28 300, расстреляно — 21 500. Эти данные взяты не из документов следственных и репрессивных органов, а основываются на приближённых оценках. Согласно архивам ФСБ, в 1937 году было репрессировано 37 331 человек, причисленных к «церковно-сектантской контрреволюции», а в 1938 году — 13 438 человек.
В связи с продажей КВЖД в Советский Союз вернулось несколько десятков тысяч советских граждан, ранее работавших на КВЖД, а также эмигрантов. Вся эта группа лиц получила нарицательное имя «харбинцы» и затем подвергнута репрессии в соответствии с приказом НКВД СССР № 00593 от 20 сентября 1937 года. Было всего осуждено 29 981 человек, из них к расстрелу — 19 312 человек.
В начале 1938 года дела инвалидов, осуждённых по разным статьям на 8—10 лет лагерей, пересматривались тройкой по Москве и Московской области, которая приговаривала их к высшей мере наказания, так как их нельзя было использовать как рабочую силу, в феврале-марте 1938 года было расстреляно 1160 инвалидов.

…Самые худшие операции — это на Украине — хуже всех была проведена на Украине. В других областях хуже, в других лучше, а в целом по качеству хуже. Количеством лимиты выполнены и перевыполнены, постреляли немало и посадили немало, и в целом если взять, она принесла огромную пользу, но если взять по качеству, уровень и посмотреть, нацелен ли был удар, по-настоящему ли мы громили тут контрреволюцию — я должен сказать, что нет…— Из выступления Н. И. Ежова перед руководящими работниками НКВД УССР 17 февраля 1938 года

### «Социально-вредные элементы» и уголовники
В 1937—1938 годах репрессии проводились не только органами госбезопасности. В областных и краевых управлениях милиции определялись лимиты на аресты «социально-вредного» и уголовного элемента, которые доводились до местных начальников. Работники милиции арестовывали облавами ранее судимых, бездомных, беспаспортных, неработающих, нередко задерживали и тех, кто приходил в милицию, чтобы заявить об утере документов. Так, например А. П. Пульцин, возглавлявший Рубцовский райотдел милиции УНКВД по Алтайскому краю, получил указание о немедленном аресте 300 уголовников, на операцию был дан один месяц. Выполняя лимит, Пульцин под видом уголовников организовал арест множества случайных лиц. В ноябре 1937 года двумя милиционерами был избит кладовщик А. Савин. Чтобы скрыть это преступление Пульцин приказал сфабриковать на Савина материалы о его якобы приводах в милицию, после чего тот был осуждён милицейской тройкой по ст. 35 УК на пять лет лагерей как «социально-вредный элемент». Огульный подход к осуждению «социально-вредных элементов» встревожил власти, и 21 мая 1938 года НКВД была принята инструкция, согласно которой репрессии уголовно-деклассированного элемента милицейскими тройками должны были осуществляться повседневно, без «массовых операций» и кампаний. При этом критиковались «извращения» при осуждении колхозников, имевших прежде судимости или приводы в милицию, но работавших и не связанных с уголовной средой. Одновременно отмечалось, что настоящие уголовники получают минимальные сроки заключения как нарушители паспортного режима. Всего «милицейские тройки» в 1937—1938 гг. осудили около 420—450 тыс. чел. из числа деклассированных и беспаспортных.
Кроме того, уголовники осуждались тройками НКВД по приказу № 00447 («кулацкая операция»), при этом к ним массово применялся расстрел. По «кулацкой операции», согласно итогам 1937 года, по всему СССР уголовников среди расстрелянных оказалось 15 %. Так, например, житель Омской области Ефим Родионов в 1937 году был признан виновным в хищении крупного рогатого скота и по статье 166 УК, имевшей верхний порог наказания в 8 лет, был осуждён тройкой к расстрелу. Для осуждения оказалось достаточным показаний потерпевшего и свидетелей, в которых Родионов характеризовался как ранее судимый известный конокрад, но не было конкретных фактов его преступной деятельности.
Иногда уголовников расстреливали по политическим обвинениям. Так, Ф. С. Рэкетский, прибывший из Польши и работавший шофёром в совхозе № 160 на ст. Ояш Западно-Сибирского края, был известным в Ояше вором и несколько раз обкрадывал местный клуб и ларьки. Ночью 30 августа 1937 года его взяли с поличным в магазине, доставили в политотдел совхоза № 78, а откуда сразу же отправили в Новосибирск, в отдел контрразведки УНКВД. Ракетский признал вину в краже, но был осуждён как польский шпион и расстрелян.

### Исполнение смертных приговоров
Изучение останков на Бутовском полигоне показывает, что приговоры, как правило, приводились в исполнение выстрелами в затылок. Использовались револьверы системы Нагана, пистолеты ТТ-33 и пулемёты Дегтярёва. Трупы хоронили группами в заранее вырытых ямах.
Исследователь Алексей Тепляков высказывал мнение, что «традиция» расстрелов в затылок с последующим контрольным выстрелом «установилась достаточно рано», уже в начале 1920-х годов. Также исследователь цитировал показательные воспоминания бывшего помощника уполномоченного ОГПУ Спиридона Карташова, досрочно ушедшего на пенсию в связи с начавшимися у него припадками эпилепсии:

Я умею убивать людей так, что выстрела не слышно. (…) Секрет такой: я заставляю открыть рот и стреляю (туда) вплотную. Меня только тёплой кровью обдаёт, как одеколоном, а звука не слышно.

25 июля 1937 года начальник УНКВД по Западно-Сибирскому краю Миронов С. Н. на совещании начальников оперсекторов управлений НКВД инструктировал их:

Чем должен быть занят начальник оперсектора, когда он приедет на место? Найти место, где будут приводиться приговора в исполнение, и место, где закапывать трупы. Если это будет в лесу, нужно, чтобы заранее был срезан дёрн и потом этим дёрном покрыть это место, с тем, чтобы всячески конспирировать место, где приведён приговор в исполнение — потому что все эти места могут стать для контриков, для церковников местом [проявления] религиозного фанатизма. Аппарат никоим образом не должен знать ни место приведения приговоров, ни количество, над которым приведены приговора в исполнение, ничего не должен знать абсолютно — потому что наш собственный аппарат может стать распространителем этих сведений.

Бывший начальник Куйбышевского оперсектора УНКВД по Новосибирской области Л. И. Лихачевский показал, что по Куйбышевскому оперсектору в период 1937—1938 годов было ликвидировано около 2 тысяч человек, из них около 600 ликвидировано путём удушения, причём на одного человека уходило в среднем по минуте.
8 августа 1937 года заместитель Ежова Фриновский направил телеграмму: «Всем начальникам УНКВД. В дополнение оперприказа № 00447. Приговора троек объявлять осуждённым только второй категории. Первой категории — не объявлять. Повторяю — не объявлять. Фриновский». В результате обречённые на смерть узнавали о своей участи лишь на месте расстрела.
В 1937—1938 годах расстреливалось до 1200—1300 человек в день по всей стране. В одном только городе Минусинске за август 1938 года было расстреляно 310 человек, а своеобразный «рекорд» был поставлен в ночь на 8 декабря 1937 года — 222 расстрела.
В Славгороде «рекорд» был поставлен 22 января 1938 года (298 расстрелов), в Тобольске — 14 октября 1937 года (217 расстрелов). Так как сотрудников оперсекторов УНКВД в маленьких провинциальных городах было мало, и с таким объёмом расстрелов они не справлялись, то к исполнению приговоров привлекалась милиция и фельдъегеря.
Начальник УНКВД по Куйбышевской области 4 августа 1937 года своим постановлением особо запретил привлекать к расстрелам красноармейцев и рядовой милицейский состав, в Тобольске 22 апреля 1938 года отдельным постановлением было запрещено привлекать к расстрелам партактив.

### Дело Чазова
Член колхоза «Труженик» Ново-Борчатского сельсовета Крапивинского района современной Кемеровской области Григорий Чазов, приговорённый «тройкой» к расстрелу, 22 марта 1938 года был вызван с группой других заключённых якобы для отправки на этап. Их по одному выводили из камеры и направляли за дом, где уже была приготовлена братская могила. Григорий Чазов получил удар по голове сзади от коменданта тюрьмы, а двое неизвестных, насунув ему шапку на глаза, повели за дом и сильным толчком бросили его в глубокую яму. Упав в яму, Чазов почувствовал под собой тела стонущих людей. По этим людям неизвестные ему лица ходили и стреляли в них. Чазов, лёжа между трупами, не шевелился и таким образом остался жив. А когда расстреливавшие люди уехали, оставив яму не закопанной, — вылез и пошёл домой в колхоз, находившийся за 45 километров от места расстрела.
Впоследствии, совместно с братом Фёдором, Чазов приехал в Москву искать справедливости — направились к Михаилу Калинину, откуда они оба были направлены в Прокуратуру СССР. Там после допроса с санкции заместителя Прокурора СССР Г. Рогинского оба были арестованы, и Рогинский написал Фриновскому о необходимости привлечения к ответственности лиц, «небрежно выполнивших приговор о расстреле». 20 июня 1938 года Григорий Чазов был расстрелян в Москве, а его брат 29 июля по докладу Рогинского был осуждён как социально-вредный элемент на 5 лет заключения.
Дело № 33160 на 17 человек, в том числе Григория Чазова, было грубо сфабриковано: обвинительное заключение было составлено уже 19 января 1938 года, а все необходимые допросы были проведены позднее, с 16 по 19 февраля, и оформлены задним числом, причём в деле отсутствовали какие-либо документы и свидетельские показания. В связи с этим в 1939 году прокуратура СССР внесла протест на решение по делу Чазова.

### Январский пленум ЦК 1938 года. Дело Постышева
Высокопоставленный старый большевик П. П. Постышев с 1923 года работал на Украине, где, по утверждению Троцкого, довёл травлей до самоубийства Н. А. Скрипника. Однако к 1937 году Постышев попал в опалу и был переведён на пост первого секретаря Куйбышевского обкома партии. В начале года он был снят с постов первого секретаря Киевского обкома и горкома, секретаря ЦК КП(б) Украины. В марте был избран первым секретарём Куйбышевского горкома, в июне — Куйбышевского обкома. Стремясь оправдаться от упрёков в том, что на Украине он проявлял недостаточное рвение в деле «разоблачения врагов», Постышев приступил к широкомасштабным репрессиям в Куйбышевской области. По мнению В. З. Роговина, развязанный Постышевым режим террора «был беспрецедентным даже по меркам 1937 года». Так, «новацией» Постышева стало то, что он разогнал в полном составе 34 райкома партии. За подобные «перегибы» 8 января 1938 года Постышев был снят с должности, и ему постановлением Политбюро был объявлен строгий выговор. На январском пленуме ЦК 1938 года Постышев подвергся критике, против него выступил собственный подчинённый, второй секретарь Куйбышевского обкома Игнатов. Как подчёркивает Роговин, в качестве критиков Постышева выступали Ежов, Берия и Багиров. По итогам пленума Постышев был переведён из членов ЦК в кандидаты. 10 февраля Политбюро передало дело Постышева Комиссии партийного контроля. На основании постановления Комиссии от 17 февраля Постышев был исключён из партии, а 22 февраля 1938 года арестован. Расстрелян 26 февраля 1939 года. Помимо самого Постышева, была также расстреляна его жена, а сыновья Валентин, Владимир и Леонид получили лагерные сроки.
Январский пленум 1938 года уже делал предпосылки на сворачивание террора. Своим постановлением «Об ошибках парторганизаций при исключении коммунистов из партии, о формально-бюрократическом отношении к апелляциям исключённых из ВКП(б) и о мерах по устранению этих недостатков» пленум признал многочисленные «перегибы» при исключении коммунистов из партии. При этом законность арестов, и вообще деятельность НКВД не подвергалась никакому сомнению, а необоснованные исключения из партии объяснялись происками «врагов народа»:

Бывший секретарь Киевского обкома КП(б)У, враг народа Кудрявцев на партийных собраниях неизменно обращался к выступавшим коммунистам с провокационным вопросом: «А вы написали хоть на кого-нибудь заявление?» В результате этой провокации в Киеве были поданы политически компрометирующие заявления почти на половину членов городской парторганизации, причём большинство заявлений оказалось явно неправильным и даже провокационным.
Вследствие массовых репрессий, распространившихся в том числе и на сам ЦК, его численность в течение 1937—1938 годов постоянно уменьшалась. В ходе трёх пленумов — июньского и октябрьского 1937 года, а затем январского 1938 года, — из ЦК было исключено более половины его членов. Фактически уже январский пленум, даже несмотря на повышение кандидатов до членов ЦК, собрался без кворума. В общей сложности в промежуток между XVII и XVIII съездом из 139 членов и кандидатов в члены ЦК было расстреляно 98 человек, а в общей сложности, вместе с естественными смертями и самоубийствами умерло 108 человек, то есть более 70 %.

### Роль пропаганды и доносов
Вопреки распространённому мнению доносы играли незначительную роль в раскручивании маховика репрессий. Характер террора, его сугубая централизация и проведение на основе заранее определённых «контрольных цифр» оставляли мало места для активности «добровольных помощников» НКВД. Основой обвинительных материалов в следственных делах были признания, полученные во время следствия. Заявления и доносы как доказательство вины арестованного в следственных делах встречаются сравнительно редко. По архиву бывшего управления ФСБ по Томской области, например, такие доносы были обнаружены в менее чем 0,5 % изученных дел. Механизм организации массовых операций 1937—1938 годов не предусматривал широкого использования доносов как основы для арестов. Изъятия «антисоветских элементов» проводились первоначально на основе картотек НКВД, а затем на основе «показаний», выбитых на следствии. В конце 1937 года Ежов разослал в УНКВД краёв и областей указание с требованием сообщить о заговорах, которые были вскрыты с помощью рабочих и колхозников. Однако результаты были незначительными. Например, в шифровке от 12 декабря 1937 года начальника Омского УНКВД указывалось, что «случаев разоблачения по инициативе колхозников шпионско-диверсионных троцкистско-бухаринских и иных организаций не было».
Важное значение в механизме террора имела официальная пропаганда. Собрания, где клеймили «троцкистско-бухаринских подонков» проходили в трудовых коллективах, в институтах, в школах. Казахский поэт Джамбул Джабаев сочинил оду «Нарком Ежов».
Люди видели в доносах удар против «зарвавшегося» и коррумпированного начальства и использовали террор в личных целях. В 1937—1938 тысячи граждан предоставляли НКВД доносы на своих сослуживцев, соседей, начальников, знакомых. Много было случаев, когда доносы писали друг на друга в институтах и прочих учебных заведениях. Так, например, в 1940 году, будущий военный историк и писатель В. В. Карпов, тогдашний курсант Ташкентского военного училища, был репрессирован по доносу, написанному на него однокурсником.
Сталин на февральско-мартовском (1937) пленуме ЦК ВКП(б) так говорил о доносительнице П. Т. Николаенко: 

Писала, писала во все инстанции. Никто внимания на неё не обращал. А когда обратил, то ей же наклеили за это. Потом письмо поступает в ЦК. Мы проверили. Но что она пережила, и какие ей пришлось закоулки пройти, для того чтобы добраться до правды. Вам это известно. Но ведь факт — маленький человек, не член ЦК, не член Политбюро, не нарком, и даже не секретарь ячейки, а просто человек, а ведь она оказалась права. А сколько таких людей у нас, голоса которых глушатся, заглушаются. За что её били? За то, что она не сдаётся так, мешает, беспокоит. Нет, она не хочет успокоиться. Она тыкается в одно место, в другое, в третье. Хорошо, что у неё инициативы хватило. Её все по рукам били, и когда, наконец, она добралась до дела, оказалось, что она права. Она вам помогла разоблачить целый ряд людей. Вот что значит прислушиваться к голове низов, к голосу масс.

Начальник ленинградского управления НКВД Л. Заковский в газете «Ленинградская правда» опубликовал историю о бухгалтере, дочери попа, которая была признана врагом народа после доноса коллеги.

### Пытки
Официально пытки к арестованным были разрешены в 1937 году с санкции ЦК ВКП(б). Когда в 1939 году местные партийные органы требовали отстранять и отдавать под суд сотрудников НКВД, которые участвовали в пытках, Сталин направил партийным органам и органам НКВД телеграмму, в которой дал теоретическое обоснование допустимости пыток как исключительного средства в отношении явных врагов народа.
В докладной записке Прокурору СССР М. И. Панкратьеву об итогах следствия по делам «о нарушениях социалистической законности» в органах НКВД Туркменской ССР говорилось, что в «начале 1938 г. Монаковым и ближайшим соучастником его преступлений, начальником 5-го отдела НКВД ТуркССР Пашковским был введён так называемый „массовый конвейер“. На этом „конвейере“ или, как его тогда называли „конференции“, устраивались групповые порки и пытки арестованных. Арестованных заставляли по несколько суток (иногда по 15—20) стоять на ногах или на коленях, заставляли избивать один другого и т. д. Во время массовых порок сотрудники для того, чтобы заглушить крики арестованных, пели хоровые песни.»
Заведующий отделом организационно-партийной работы Калининского обкома партии[уточнить], писал, что «все следователи… начиная от начальника отдела, занимались извращённым методом ведения следствия, избиением арестованных, необоснованными арестами». Называя чекистов «шайкой палачей», которым «доверили распутывание дел, которые ими же запутаны», партийный чиновник ставил вопрос о необходимости дальнейшей чистки НКВД.
После вынесения приговора арестованные также могли подвергаться издевательствам вплоть до убийства. Например, в Вологодском УНКВД палачи — с ведома майора госбезопасности Сергея Жупахина — осуждённым к расстрелу отрубали головы топором. В Куйбышевском УНКВД из примерно двух тысяч казнённых в 1937—1938 годах приблизительно 600 человек было удушено верёвками. По мнению Кирилла Александрова, в Барнауле осуждённых забивали ломами; На Алтае женщин перед расстрелом насиловали; в Новосибирской тюрьме НКВД сотрудники состязались в том, кто убьёт заключённого с одного удара в пах.
Арестованный начальник 1-го отдела ГУГБ НКВД СССР И. Я. Дагин в показаниях от 15 ноября 1938 года утверждал, что Ежов ему рассказывал: «Дело Марьясина было давно закончено, назначалось к слушанию, но каждый день откладывалось по моему распоряжению для того, чтобы продолжать избивать Марьясина. Я велел отрезать ему ухо, нос, выколоть глаза, резать Марьясина на куски».
29 января 1939 года нарком внутренних дел СССР Л. П. Берия, секретарь ЦК ВКП(б) А. А. Андреев и заведующий отделом организационно-партийной работы ЦК ВКП(б) Г. М. Маленков представили И. В. Сталину сопроводительное письмо к акту приёма-сдачи дел в НКВД СССР, где критиковались методы ведения следствия и сообщалось о пытках заключённых для вымогательства ложных показаний. 1 февраля 1939 года прокурор СССР А. Я. Вышинский в письме И. В. Сталину и В. М. Молотову потребовал привлечь к уголовной ответственности сотрудников УНКВД Вологодской области утверждая, что «Власов, Емин, Воробьёв, Левашев и начальник Белозерского РО НКВД Портнаго во время допросов доходили до изуверства, применяя к допрашиваемым всевозможные пытки. Дело дошло до того, что во время допросов этими лицами четверо допрашиваемых были убиты.» Бывший нарком внутренних дел Грузинской ССР С. А. Гоглидзе на суде в 1953 году показал, что лично Берия выдавал указания избивать приговорённых перед расстрелом.

## Случаи отказа сотрудников НКВД от исполнения указаний
Иногда сотрудники НКВД отказывались участвовать в расправах с невиновными, хотя такой отказ означал смертельную угрозу для самого сотрудника НКВД. Так, замначальника Особого отдела ГУГБ НКВД СибВО П. Ф. Коломийц, столкнувшись с массовыми арестами и расстрелами военнослужащих, 7 декабря 1937 года отправил почтой письмо Ежову с просьбой прислать комиссию для вскрытия ошибок следствия. Узнав о том, что, вопреки его мнению, сторож Легалов был расстрелян по обвинению в мифическом поджоге, Коломийц сказал о своём рапорте заместителю начальника УНКВД И. А. Мальцеву. Вскоре Коломийц зашёл к начальнику управления Горбачу и отказался нести ответственность за отдел. 23 декабря он был арестован и подвергся пыткам. В марте 1938 года он был вынужден написать: «… Последние 6—7 лет я не принимал участия в делах по массовым операциям, в так называемой ударной следственной работе… варился в собственном соку и поэтому лишён был приобретения того положительного опыта… который накопили передовые органы и работники ОГПУ-НКВД […] Некоторые явления практической чекистской работы по осуществлению карательной политики ВКП(б) и Советской власти я в ряде случаев рассматривал с точки зрения ложной, гнилой морали». Коломийц был осуждён на 20 лет лагерей, но в 1940 году его реабилитировали.
Мобилизованный в НКВД в разгар террора молодой сотрудник оперчекотдела Сиблага Садовский написал Сталину письмо с протестом против пыток и фальсификаций. Его немедленно арестовали, пытали, и осенью 1938 года он был расстрелян. Начальник СПО и член тройки НКВД ТатАССР Я. Я. Веверс в ноябре 1937 года приказал арестовать своего подчинённого С. А. Аухадеева, отказавшегося принимать участие в расстрелах. Аухадеев получил пять лет за «антисоветскую агитацию», но в 1939 году его дело было прекращено.
Заместитель начальника Благовещенского РО УНКВД по Алтайскому краю М. Сейфулин, будучи, по словам одного из коллег, не согласен «с постановкой в то время арестов и методов следствия, весной 1938 года застрелился». Начальник одного из РО НКВД Курской области Д. Щекин 4 августа 1938 года также покончил с собой, а перед этим посещал семьи арестованных и выпивал с ними.
В сентябре 1937 года референт по следственному производству Воронежского областного УНКВД Гуднев без доклада начальнику управления освободил четырёх человек, арестованных за «подрывную агитацию против ЦК и выпуск нелегальной литературы». После этого он скрылся, а вместе с ним скрылись и освобождённые им лица. Перед этим Гуднев уничтожил находившиеся в своём производстве дела, по которым арестованным грозил расстрел.

## Репрессии в отношении иностранцев и этнических меньшинств

### Национальные операции НКВД
В 1937—1938 годах серией приказов Ежова был запущен механизм массовых репрессий против этнических немцев, поляков, румын, латышей, греков, финнов, иранцев, болгар, македонцев, афганцев и других, которые воспринимались руководством СССР как опора для иностранных разведок. Особым размахом отличилась «польская операция», проведённая в соответствии с приказом НКВД № 00485 от 11.08.1937 г., в ходе который было расстреляно 111 тыс. чел.
Приказы НКВД, с которых начались национальные операции, не уточняли, сколько именно человек нужно осудить. Репрессии по национальным операциям с огромной силой обрушились на политэмигрантов, бежавших в СССР после поражения революции в своих странах. По данным Л. Треппера, во время чистки было репрессировано 80 % проживавших в СССР политэмигрантов. Показательно, что репрессиям подвергались именно лица «иностранных» для СССР национальностей. Чистки были минимальными в АССР немцев Поволжья, которые не воспринимались как «иностранцы». И наоборот, были репрессированы харбинцы — этнические русские, до японского вторжения в Маньчжурию работавшие в полосе отчуждения КВЖД. В рамках национальных операций арестам подвергались не только представители нацменьшинств, но и русские, украинцы, белорусы, евреи. Например, по польской линии арестовывались не только этнические поляки, но также лица, связанные с арестованными, имевшие родственников в Польше и т. п. Большую роль в масштабах репрессий в отдельных областях играла личная жестокость местных руководителей органов госбезопасности. Другими словами, к аресту могла привести «враждебная» национальность и/или какая-либо связь с заграницей.
Приказ НКВД № 00485 установил «альбомный порядок» проведения всех национальных операций. Обвинительные заключения на арестованных с рекомендованными мерами наказания отправлялись с мест в Москву. Далее в центральном аппарате НКВД составлялись протоколы заседаний «Комиссии НКВД СССР и прокурора Союза ССР», которые подавались на подпись Н. И. Ежову и А. Я. Вышинскому. За один раз Ежов и Вышинский могли вынести несколько сотен смертных приговоров: например, 29 декабря 1937 года они приговорили к расстрелу 992 человека. В итоге Комиссия НКВД СССР и прокурора Союза ССР осудила 235 122 человека, из которых 172 830 человек приговорила к расстрелу. В сентябре 1938 года, когда в Москве скопились данные о десятках тысяч следственных дел, во всех республиках, краях и областях для их рассмотрения были образованы «особые тройки», функционировавшие два месяца. С 25 августа 1937 года, когда был подписан первый альбом, и до 17 ноября 1938 года, в «альбомном порядке» и Особыми тройками по всем национальным операциям были рассмотрены дела на 346 713 человек, из которых осуждено 335 513 человек, в том числе приговорено к расстрелу 247 157 человек, то есть 73,66 % от общего числа осуждённых.

### Репрессии против иностранных коммунистов
Иностранные коммунисты, проживавшие в СССР, также подверглись чистке. Разгрому подверглась польская компартия, членов которой в СССР насчитывалось до 5 тыс. чел. В 1938 году она вообще была распущена.
Расстрелянные во время чистки известные политэмигранты и зарубежные коммунисты
- Милан Горкич
- Бела Кун
- Пак Дин Шунь
- Юлиан Ленский
- Ханс Пегельман

Чистке подверглись также Профинтерн, МОПР, Коминтерн. На шестой день после ареста погиб от пыток ответственный секретарь Интернациональной контрольной комиссии Коминтерна Ян Анвельт. Завотделом международных связей ИККИ Мельников Б. Н. восемь месяцев руководил зарубежной сетью Коминтерна из тюрьмы, после чего был расстрелян.
Репрессиям подверглись 242 члена Компартии Германии, большинство бывших деятелей австрийского Шуцбунда (военизированной организации социалистической ориентации), 600 членов Компартии Болгарии, было арестовано большинство венгерских коммунистов во главе с Белой Куном.
Были репрессированы итальянский коммунист Роботти — зять Пальмиро Тольятти, жена и сын финского коммуниста Отто Куусинена. 16 июля 1938 года расстрелян лидер Компартии Ирана Султан-Заде.

## Репрессии за границей
Большой террор 1937—1938 годов не ограничился территорией СССР. Некоторые советские дипломаты, военные атташе и разведчики, отзываемые в СССР, догадывались о том, что их ждёт арест, и предпочитали остаться за рубежом. Среди них были сотрудники ИНО ГУГБ НКВД И. С. Рейсс, А. М. Орлов, В. Г. Кривицкий, дипломат Ф. Ф. Раскольников, дипломат и разведчик А. Г. Бармин. Наиболее известным стало бегство в Маньчжоу-Го начальника УНКВД Дальневосточного края Г. С. Люшкова, которого в июне 1938 года попросили вернуться в Москву для «повышения». 14 ноября 1938 года инсценировал самоубийство и бежал в Воронеж нарком внутренних дел УССР А. И. Успенский. Два последних побега стали одним из поводов для смещения Ежова.

Оставшийся за границей Раскольников обратился с «открытым письмом Сталину», в котором резко осуждал его репрессивную политику. Никакого ответа на его открытое письмо не последовало. Через месяц после написания письма Раскольников умер в Ницце. Кроме него, при подозрительных обстоятельствах умерли также В. Г. Кривицкий и сын Троцкого Лев Седов. В 1937 году в Швейцарии советскими спецслужбами был убит невозвращенец И. А. Рейсс. В 1938 году во Франции был убит и обезглавлен секретарь Троцкого Рудольф Клемент.

### Репрессии в отношении разведчиков
Во время чистки настоящему разгрому подвергся отдел иностранных операций (ИНО) НКВД. Были расстреляны: руководитель операций «Трест» и «Синдикат-2» Артузов А. Х., один из основных организаторов советской разведки за границей Трилиссер М. А., агент НКВД и бывший белогвардейский офицер Эфрон С. Я., осуждён на 25 лет лагерей легендарный разведчик Быстролётов Д. А., едва не был арестован проведший операцию по убийству Троцкого Эйтингон Н. И.. В 1939 году арестовывался Серебрянский Я. И., однако уже в 1941 году он был освобождён.
Вместе с тем, по воспоминаниям Судоплатова П. А., Трилиссер и Артузов недолюбливали друг друга и после ареста с лёгкостью дали друг на друга показания как на «заговорщиков».
В общей сложности в период 1937—1938 годов из 450 сотрудников ИНО НКВД было репрессировано 275. Были репрессированы резиденты НКВД в Лондоне Чапский, Графпен и Малли, в Париже — Глинский (Смирнов) С. М. и Косенко (Кислов) Г. Н., также репрессированы резиденты в Риме, Берлине и Нью-Йорке. В берлинской резидентуре ИНО после чистки из 16 человек осталось 2. Вследствие подобного разгрома в 1938 году высшему руководству страны в течение 127 дней вообще не поступало никакой информации от заграничной резидентуры НКВД.

### Испания
В 1936 году, в связи с началом Гражданской войны в Испании, сотрудники НКВД прибыли туда под видом консультантов республиканского правительства. В 1937 году агентами НКВД в Испании были похищены и убиты лидер ПОУМ Андреу Нин, австрийский революционер Курт Ландау, итальянский анархист Камилло Бернери, бывший секретарь Троцкого Эрвин Вольф, журналист Марк Рейн и др.
В мае 1937 года в Барселоне вспыхнули уличные бои между анархистами и правительственными войсками, что было спровоцировано попыткой последних взять под свой контроль телефонную станцию города. После этих событий ПОУМ и НКР подверглись репрессиям, причём несколько тысяч человек было казнено по приговорам правительственного «Специального трибунала по делам о шпионаже и государственной измене». Операциями НКВД в Испании до своего бегства руководил главный советник республиканского правительства по вопросам безопасности майор госбезопасности А. М. Орлов.

### Китай
В 1937 году советские войска подавили уйгурское восстание в Синьцзяне против лояльного СССР Шэна Шицая. Полковник Н. Норейко доложил о массовых расстрелах военнопленных из 36-й дунганской дивизии 1887 человек и из 6-й уйгурской дивизии — 607 человек.

### Монголия
После того как в 1936 году Хорлогийн Чойбалсан стал фактическим правителем МНР, Монголия окончательно превратилась в сателлита СССР. По указанию Сталина в 1937—1939 годах в МНР были проведены массовые репрессии, направленные прежде всего против буддийских монахов.
19 сентября 1937 года Политбюро ЦК ВКП(б) постановило: «Принять предложение т. Фриновского об организации специальной тройки в составе Чойбалсана, министра юстиции и секретаря ЦК МНРП для рассмотрения дел на монгольских лам».
20 октября была образована «Чрезвычайная комиссия» во главе с Чойбалсаном для рассмотрения, аналогично советским тройкам, тысяч дел во внесудебном порядке. В 1937—1939 годах она приговорила к расстрелу 20 099 человек.

## Репрессии в лагерях ГУЛАГа и тюрьмах особого назначения
Приказом НКВД № 00447 от 31.07.1937 года предусматривалось рассмотрение тройками дел осуждённых, уже находящихся в лагерях ГУЛАГа и тюрьмах особого назначения.
5 августа 1937 года в крупнейшие лагерные управления было послано отдельное распоряжение («директива наркома № 409»), которая предусматривала, что лагерная администрация составит список тех, кто намечен к репрессированию, представив на каждого краткую справку-характеристику. Эти справки и передавались «тройке» Управления НКВД (или, если речь шла о союзной либо автономной республике, то республиканского наркомата внутренних дел) по тому региону, в котором дислоцировалось лагерное управление. Таким образом, основанием для включения в расстрельные списки служила «справка», составлявшаяся на основании агентурных данных и формулировок приговора по первичному делу. Заключенному об этом ничего не сообщалось, новые обвинения ему не предъявлялись. Этой же директивой № 409 по каждому лагерному управлению был предусмотрен отдельный «лимит» на расстрелы, не включавшийся в «лимит» региона, где данный лагерь находился. Сумма этих лимитов по всем лагерям НКВД составила 8500 человек. Однако в ходе операции лагерные управления получали дополнительные лимиты, так что общее число расстрелянных только по известным «лимитам» более чем втрое превысило первоначальную цифру и составило почти 28 тысяч человек. 19 августа 1937 такие же «лимиты», всего на 1,5 тысячи человек, были выданы тюрьмам особого назначения.
По решениям троек были расстреляны около 8 тысяч заключённых колымских лагерей (событие вошло в историю под названием Гаранинщина), свыше 8 тысяч заключённых Дмитровлага, 2519 заключённых Ухтпечлага (большую часть из них расстреляли в лагпункте «Новая Ухтарка», также был инсценирован пеший переход в другой лагерь и затем был открыт пулемётный огонь из засады, этим руководил помощник начальника II отделения III отдела ГУЛАГа Е. И. Кашкетин), 1825 заключённых Соловецкой тюрьмы особого назначения, тысячи заключённых других лагерей. Многим по решению троек и Особого совещания были продлены сроки заключения.

## Завершающий этап Большого террора
21 августа 1938 года решением Политбюро первый заместитель Ежова Фриновский был заменён на этом посту Л. П. Берией. В сентябре Берия стал начальником 1-го управления (позже переименованного в ГУГБ) НКВД. 17 сентября 1938 года в соответствии с постановлением Политбюро ЦК ВКП(б) были образованы «особые тройки». Они рассматривали дела на представителей «контрреволюционных национальных контингентов», арестованных до 1 августа 1938 года. Особые тройки должны были закончить работу в двухмесячный срок. За период с 17 сентября по 1 ноября 1938 года они приговорили к расстрелу 63 921 человека.
В октябре 1938 года началась подготовка к свёртыванию террора. 8 октября Сталин поручил Ежову, Берии, Вышинскому, Рычкову и Маленкову подготовить проект постановления «о новой установке по вопросу ареста, ведения следствия и прокурорского надзора». Постановление СНК СССР и ЦК ВКП(б) «Об арестах, прокурорском надзоре и ведении следствия» от 17 ноября 1938 года положило конец Большому террору. Все внесудебные органы, кроме Особого совещания, были ликвидированы, все массовые операции прекращены. Упрощённый порядок ведения следствия категорически запрещался, на любой арест теперь нужно было получить санкцию прокурора.
Расстрелы приговорённых к смертной казни продолжались ещё около двух недель. 23 ноября Ежов написал письмо Сталину, в котором каялся за свои ошибки и недостатки в работе НКВД. В письме он попросил освободить его от должности наркома внутренних дел. Тем не менее, Ежов заявил:

Несмотря на все эти большие недостатки и промахи в моей работе, должен сказать, что при повседневном руководстве ЦК — НКВД погромил врагов здорово.
Итоги прошедшей к этому времени чистки были оценены в целом как положительные. Однако вместе с тем высшее руководство страны признало, что чистка сопровождалась рядом «перегибов»: «…следственные дела оформляются неряшливо, в дело помещаются черновые, неизвестно кем исправленные и перечёркнутые записи показаний, помещаются не подписанные допрашиваемым и не заверенные следователем протоколы, включаются неподписанные и неутверждённые обвинительные заключения».

## События после ноября 1938 года
В декабре 1938 года началось массовое освобождение находящихся под следствием «контрреволюционеров». По данным историка Н. В. Петрова, в 1939—1940 годах из мест заключения были освобождены от 100 до 150 тысяч человек, причём в основном за счёт тех, кого арестовали, но не осудили до 17 ноября 1938 года. Экспертная комиссия МГУ оценила число освобождённых в этот же период в 150—200 тысяч человек.
Начиная с октября 1938 года, Берия проводил аресты людей из ежовского окружения. Как рассказал на допросе в 1953 году В. Н. Меркулов, начальников региональных НКВД—УНКВД арестовывали партиями. В Москву была вызвана группа руководителей региональных НКВД—УНКВД (от 15 до 20 человек), «все они по одному вызывались из приёмной в кабинет наркома и здесь же арестовывались». Меркулов пояснил, что «операция эта была проведена Берией». В 1939—1940 годах были расстреляны Б. Д. Берман, Г. Ф. Горбач, А. А. Наседкин, С. Ф. Реденс, А. И. Успенский и многие другие активные участники Большого террора.

6 апреля 1939 года был арестован Фриновский, 10 апреля — Ежов. Им предъявили обвинения в руководстве контрреволюционной фашистской организацией в НКВД, подготовке государственного переворота и терактов, шпионаже, убийствах неугодных им лиц. Также Ежова обвинили в мужеложстве. 3 февраля 1940 года ВКВС под председательством В. В. Ульриха приговорила их к расстрелу. 4 февраля они были казнены. Тела Ежова и Фриновского кремировали, прах захоронили на Новом Донском кладбище. По свидетельству авиаконструктора Яковлева, в 1941 году Сталин высказался о Ежове: «Многих невинных погубил. Мы его за это расстреляли».
В связи с бериевской «оттепелью» партийные деятели начали критиковать следователей за применение пыток к арестованным. Например, Первый секретарь ЦК КП Белоруссии П. К. Пономаренко потребовал от руководителя республиканского НКВД Наседкина отстранить от выполнения служебных обязанностей всех работников, которые принимали участие в избиениях арестованных. Однако Наседкин объяснил первому секретарю ЦК, что «если пойти по этому пути, то надо 80 процентов всего аппарата НКВД БССР снять с работы и отдать под суд». 10 января 1939 года секретарям обкомов, крайкомов и руководству НКВД была разослана шифротелеграмма Сталина, разрешавшая применять меры физического воздействия в отношении «явных и неразоружающихся врагов народа». 20 марта 1940 года нарком внутренних дел Берия издал приказ, согласно которому ни одно оправдательное решение суда или постановление прокурора о прекращении дела не вступало в силу без согласия НКВД. Это решение противоречило Конституции и законодательству, что вызвало протесты у части работников юстиции. Нарком юстиции БССР С. Лодысев писал Сталину, «что хотя на человека, оправданного судом, не будет законного основания для содержания его под стражей, он всё же будет оставлен в тюрьме, и судьба его зависит от усмотрения административного органа». Письмо передали Вышинскому, который разъяснил Лодысеву его «ошибку».

## Информация о судьбе расстрелянных
Приказ НКВД от 1939 года предписывал на запросы родственников о судьбе расстрелянного отвечать, что он был осуждён на 10 лет исправительно-трудовых лагерей без права переписки и передач. Осенью 1945 года приказ был скорректирован — заявителям стали теперь говорить, что их родственники умерли в местах лишения свободы. 24 августа 1955 года председатель КГБ при Совете Министров СССР издал Указание № 108сс, которое продолжило данную практику. Родственникам выдавались свидетельства о смерти, в которых даты смерти указывались в пределах 10 лет со дня ареста, а причины смерти фальсифицировались.
Эта практика была прекращена в соответствии с Указанием КГБ при Совете Министров СССР № 20-сс от 21.02.1963 — родственникам расстрелянных, обращавшимся за информацией в органы КГБ начиная с этого момента начали устно сообщать о том, что их родственник расстрелян, однако тем, кому уже была сообщена ложная информация, правду так и не сообщали. Приказ КГБ СССР № 33 от 30.03.1989 года полностью разрешил сообщать правду о судьбах расстрелянных.

## Члены семей репрессированных
В декабре 1935 года на совещании в Москве передовых комбайнёров с партийным руководством один из них, башкирский колхозник Гильба, сказал: «Хотя я и сын кулака, но я буду честно бороться за дело рабочих и крестьян и за построение социализма», на что Сталин произнёс: «Сын за отца не отвечает».
Решение Политбюро ЦК ВКП(б) № П51/144 от 5 июля 1937 года установило порядок ареста членов семей репрессированных. Во исполнение этого приказа 15 августа 1937 года последовала соответствующая директива НКВД:
- регламентированы тотальные репрессии только против жён и детей, а не вообще любых членов семей, как в приказе Политбюро;
- жён предписано арестовывать вместе с мужьями;
- бывших жён предписано арестовывать только в случае, если они «участвовали в контрреволюционной деятельности»;
- детей старше 15 лет предписано арестовывать только в случае, если они будут признаны «социально-опасными»;
- арест беременных женщин, имеющих на руках грудных детей, тяжелобольных может быть временно отложен;
- дети, оставшиеся после ареста матери без присмотра, помещаются в детские дома, «если оставшихся сирот пожелают взять другие родственники (не репрессируемые) на своё полное иждивение — этому не препятствовать»;
- механизмом выполнения директивы предусмотрено Особое Совещание НКВД.

В дальнейшем подобная политика несколько раз корректировалась. В октябре 1937 года директивой НКВД репрессии в отношении «членов семей изменников Родины» (ЧСИР) были распространены также на ряд осуждённых по «национальным линиям» («польская линия», «немецкая», «румынская», «харбинская»). Однако уже в ноябре такие аресты прекращены. В октябре 1938 года НКВД перешёл к арестам не всех поголовно жён осуждённых, а только тех, кто «содействовал контрреволюционной работе мужей», или в отношении которых «имеются данные об антисоветских настроениях».
Согласно приказу НКВД 00486 от 1937 года на Административно-хозяйственное управление НКВД было возложено особое задание по изъятию детей врагов народа и определению этих детей в детские учреждения или передаче родственникам на опеку. Всего по Союзу было изъято 25 342 детей, из которых передано на опеку и возвращено матерям — 2915 чел.
У большинства осуждённых жён сроки заканчивались в начале 1940-х годов. 14 января 1938 года прокурор СССР издаёт директиву о том, что увольнения членов семей репрессированных являются неверными, выпущено соответствующее постановление Политбюро. 27 августа 1938 года выходит циркуляр НКВД, вводящий возможность одностороннего развода с осуждённым/осуждённой одного из супругов, оставшегося на воле.

## Число жертв
По данным комиссии «по установлению причин массовых репрессий против членов и кандидатов в члены ЦК ВКП(б), избранных на XVII съезде партии» под председательством П. Н. Поспелова в 1937—1938 годах было арестовано по обвинению в антисоветской деятельности 1 548 366 человек и из них приговорено к высшей мере наказания 681 692. Историк В. Н. Земсков называет аналогичное число, утверждая, что «в самый жестокий период — 1937—1938 годы — были осуждены более 1,3 млн человек», а в другой своей публикации уточняет: «по документально подтверждённым данным, в 1937—1938 годах по политическим мотивам было осуждено 1 344 923 человека, из них 681 692 приговорено к высшей мере».
Л. Лопатников на основании данных Земскова приводит 681 692 человека, приговорённых к высшей мере наказания в 1937—1938 годах. Такое же число расстрелянных указывает Н. Абдин: «по имеющейся статистике осуждено в 1937—1938 гг. 1 344 923 человека, из них приговорено к высшей мере наказания 681 692 человека или 50,69 %. Каждый второй из осуждённых по политическим мотивам в 1937—1938 гг. был расстрелян».
Историк В. З. Роговин также приводит те же данные: «в 1937 году число расстрелянных увеличилось по сравнению с предшествующим годом в 315 раз (!), составив 353 074 чел. Почти такое же количество расстрелянных (328 618 чел.) пришлось на 1938 год».
Со ссылкой на архивы ФСБ в статье Светланы Анненской на РБК приведены следующие цифры: общее число осуждённых с 1 июля 1936 по 1 декабря 1938 года — 1 391 215 человек, с 5 августа 1937 года по 1 ноября 1938 года репрессировано 767 397, из них к смертной казни приговорено 386 798 человек.
Согласно справке, предоставленной Генеральным прокурором СССР Руденко, число осуждённых за контрреволюционные преступления за период с 1921 по 1 февраля 1954 года Коллегией ОГПУ, «тройками» НКВД, Особым совещанием, Военной Коллегией, судами и военными трибуналами составило 3 777 380 человек, в том числе к высшей мере наказания — 642 980.
Вместе с умершими в этот период в ГУЛАГе, исправительно-трудовых учреждениях и тюрьмах, а также политическими заключёнными, расстрелянными по уголовным статьям, число жертв за 1937—1938 год составило около 1 млн человек. В 1936—1939 годах было арестовано более 1,2 млн членов ВКП(б), что составило половину общей численности партии.
В то же время по данным, приводимым В. Н. Земсковым, в 1938 году было освобождено 279 966 человек, кроме того в тот же год из лагерей сбежало 32 033 человека.
Согласно справке спецотдела МВД СССР о числе осуждённых по делам органов НКВД за 1937—1938 годы от 11 декабря 1953 года к высшей мере наказания были приговорены 681 692 человека.
В опубликованном обществом «Мемориал» в 2016 году списке «Жертвы политического террора в СССР» за период с 1937 по 1939 насчитывается арестованных по политическим статьям более чем 1 млн. 700 тыс. и расстрелянных не менее 750 тыс.

## Известные жертвы Большого террора
Активисты небольшевистских партий
И. С. Алкин, А. Н. Букейханов, В. К. Вольский, А. Э. Вормс, А. М. Гинзбург, Т. З. Глонти, Ж. Досмухамедов, С. А. Ефремов, Н. Н. Иванов, А. С. Кранихфельд, М. И. Либер, П. Н. Малянтович, С. Л. Маслов, А. М. Никитин, Н. И. Ракитников, М. А. Спиридонова, Н. Н. Суханов, Е. М. Тимофеев, М. Т. Тынышпаев, В. Л. Утгоф, В. Н. Филлиповский, В. М. Чеховский.
Астрономы
Б. П. Герасимович, Е. Я. Перепёлкин, Н. И. Днепровский, М. М. Мусселиус, П. И. Яшнов, И. А. Балановский, И. Н. Леман-Балановская, Н. А. Козырев, Б. В. Нумеров, Д. И. Еропкин.
Биологи (ботаники, генетики и другие)
А. Б. Александров, А. Л. Бенинг, Н. И. Вавилов, Г. А. Надсон, Э. С. Бауэр, Г. Г. Элиава. А. П. Лапин, С. Г. Левит, И. И. Агол, В. П. Эфроимсон, Н. М. Тулайков.
Востоковеды
Б. А. Васильев, А. И. Востриков, Л. Н. Гумилёв, Н. И. Конрад, Д. М. Позднеев, Ю. К. Шуцкий, Б. Д. Дандарон, Х. Зейналлы, А. Я. Канторович, А. Н. Самойлович, А. Е. Крымский.
Врачи и деятели медицины
Х. Д. Досмухамедов, В. Ф. Во́йно-Ясене́цкий (Архиепископ Лука), П. Н. Обросов, Л. Г. Левин, Д. Д. Плетнёв, Е. Е. Фромгольд, Г. Н. Каминский, Д. Г. Оппенгейм.
Высшие гражданские чины Российской империи
Д. О. Тизенгаузен, А. М. Устинов.
Генералы Русской императорской армии
К. И. Волькенау, В. С. Гадон, П. М. Конопчанский, М. М. Силикян, П. Н. Скалон, А. И. Черепенников.
Геологи
Я. Н. Афанасьев, А. П. Кириков, Н. И. Безбородько, Г. Р. Егер, Д. И. Мушкетов.
Депутаты Государственной Думы
В. А. Анисимов, Т. В. Алексеев, И. А. Баратов, С. Г. Бурмич, А. К. Виноградов, В. Ф. Врагов, А. А. Гаврильчик, И. Ф. Голованов, Ф. А. Головин, М. Х. Готовицкий, П. Ф. Грудинский, А. К. Долгов, И. В. Замыслов, Г. Ф. Махарадзе, Г. Е. Рожков, А. И. Рыслев, С. Н. Салтыков, К. Е. Канделаки, Ш. Кощегулов, И. Д. Сухоруков, М. Махмудов, С. Ф. Тигранян, М. Т. Тынышпаев, Г. Г. Фёдоров, Ф. Н. Чиликин, И. А. Шиманский, П. Е. Юницкий, А. Д. Мешковский, И. А. Каншин, Д. В. Киселёв, М. И. Скобелев, П. Г. Смелов, Я. К. Имшенецкий, М. Е. Семёнов, Р. А. Скирмунт, И. Е. Лаврентьев, Ф. М. Онипко, М. А. Меркулов, В. П. Филатов, П. А. Садырин, Д. Н. Немченко, Д. И. Шаховской, Я. Х. Хурамшин.
Деятели театра и кино
С. И. Амаглобели, К. Г. Андроникашвили, М. П. Аркадьев, А. В. Ахметели, Б. Я. Бабицкий, З. И. Бикбулатова, Я. О. Боярский, Ю. И. Брусиловский, В. Г. Вагрина, Н. К. Вальяно, Л. В. Варпаховский, А. Я. Волгин, Н. К. Вороной, А. И. Гайдуль, К. А. Гаккель, Г. Ф. Гнесин, Е. М. Голдовский, В. И. Голубок, Н. Я. Гринфельд, З. Ю. Даревский, Х. Деванов, Д. Д. Де-Марки, А. И. Демич, Д. П. Демуцкий, Д. М. Дзнуни, А. Д. Дикий, Н. П. Дирин, А. А. Доббельт, В. П. Добржанский, Г. А. Донец, М. И. Дубсон, Н. В. Ефремов, В. И. Жилин, Г. С. Жжёнов, Ф. Л. Зандберг, А. А. Згировский, У. Ипчи, А. М. Кадыш, И. Г. Кацнельсон, И. И. Коваль-Самборский, И. Е. Коган, Ю. Э. Кольцов, Д. А. Консовский, Б. А. Котиев, И. Я. Кринкин, Л. Курбас, А. Л. Курс, Й. Кырла, А. Э. Лацис, М. К. Лейко, Л. А. Либерман, Ф. Л. Лопатинский, И. С. Максимов-Кошкинский, В. Э. Мейерхольд, Р. М. Мессерер-Плисецкая, В. Н. Нагли, Н. З. Надемский, К. Неер, П. Ф. Нечеса, В. С. Нильсен, Л. Л. Оболенский, И. П. Пензо, Г. А. Печалин-Перес, А. И. Пиотровский, Ю. В. Пятигорский, У. Раджаб, Д. В. Руденский, Е. А. Саттель, Н. И. Сац, А. М. Сливкин, Я. А. Смирнов, В. Л. Сокол, С. И. Соколовская, В. Л. Степанов, К. К. Тверской, И. Г. Терентьев, А. С. Титберидзе, М. П. Ткач, Е. Ю. Урусова, В. А. Усиевич, Ф. Фосс, Я. Е. Харон, Я. Э. Чужин, С. В. Шагайда, А. М. Шарифзаде, Ф. Е. Шишигин, В. Г. Шмидтгоф, Б. В. Шпис, Б. З. Шумяцкий, К. И. Шутко, К. В. Эггерт, Н. К. Юдин, К. Ю. Юков, Т. Юн, Б. И. Юрцев.
Историки
В. В. Арендт, В. Н. Бенешевич, А. А. Захаров, С. А. Пионтковский, С. Ю. Семковский, А. Н. Шебунин, М. И. Яворский.
Композиторы, музыканты и дирижёры
О. Бёме, Д. И. Гейгнер, Н. С. Жиляев, В. П. Задерацкий, К. А. Корбут, И. В. Люблин, А. Л. Марксон, А. В. Мосолов, Е. С. Микеладзе, Г. М. Хоткевич.
Инженеры, архитекторы
Я. И. Весник, С. Г. Гингер, В. Г. Глушков, В. И. Гулыга, П. Д. Козырев, С. А. Лисагор, Е. В. Оппоков, П. И. Пальчинский, Г. Е. Пушин, А. Д. Посаженников, И. С. Фридлянд, И. И. Федорович, Я. Н. Шпильрейн.
Конструкторы
С. О. Барановский, В. М. Беринг, П. В. Бехтерев, Д. Д. Бондарев, И. Б. Дунда, Н. И. Дыренков, Н. Г. Михельсон, В. М. Мясищев, К. Ф. Челпан, Г. Э. Лангемак, Л. Л. Кербер, Л. В. Курчевский, И. Т. Клеймёнов, К. А. Калинин, Э. Э. Крюгер, В. И. Бекаури, С. П. Королёв, А. Н. Туполев.
Лингвисты, языковеды, литературоведы
Г. А. Гейнц-Каган, Г. К. Голоскевич, С. С. Динамов, В. Ф. Дурдукивский, Н. Н. Дурново, А. И. Иванов, Г. А. Ильинский, Н. П. Мацокин, Е. Д. Поливанов, А. П. Рябов, А. Б. Байтурсынулы, К. К. Жубанов, Н. А. Невский, Б. В. Чобан-заде.
Писатели и поэты
Д. Аймаутов, Ш. К. Айсханов, А. И. Александрович, В. А. Багров, Аксел Бакунц, М. М. Ходиев (Бату), С. С. Бадуев, Д. Р. Бергельсон, Ю. С. Берзин, Д. И. Бузько, К. С. Буревий, А. С. Бухов, П. Н. Васильев, Р. В. Васильева, Г. Д. Венус, Артём Весёлый, Василь Вражливый, Султан Меджид Ганизаде, А. К. Гастев, Кузебай Герд, Б. А. Губер, Гусейн Джавид, М. С. Джавахишвили, Олесь Досвитний, А. И. Дудучава, М. Дулатов, Ахмед Джавад, И. Ж. Жансугуров, М. Б. Жумабаев, Н. А. Заболоцкий, В. Е. Зазубрин, Н. К. Зеров, В. А. Зоргенфрей, И. Е. Изгур, Мирослав Ирчан, В. А. Итин, М. Г. Йогансен, Абдулла Кадыри, И. А. Кассиль, И. И. Катаев, В. П. Кин, В. М. Киршон, С. А. Клычков, В. А. Князев, Г. А. Коваленко, М. К. Козорис, М. Е. Кольцов, Г. М. Косынка, Б. П. Корнилов, Н. А. Клюев, М. А. Кравков, А. В. Крушельницкий, Ш. Кудайбердиев, И. Ю. Кулик, Н. Г. Кулиш, М. С. Кульбак, М. М. Лебединец, Б. К. Лившиц, В. Т. Локоть, О. Э. Мандельштам, И. К. Микитенко, Салман Мумтаз, Микаил Мушфиг, А. Нажаев, В. И. Нарбут, Н. М. Олейников, П. В. Орешин, А. С. Панив, П. С. Парфёнов, В. П. Пидмогильный, Б. А. Пильняк, Е. П. Плужник, В. Л. Полищук, Н. А. Равич, Л. Э. Разгон, Я. Г. Савченко, Д. Ф. Сверчков, С. Сейфуллин, Михайль Семенко, О. А. Слисаренко, Н. И. Спиридонов, С. Р. Станде, В. И. Стенич, Т. Ю. Табидзе, Е. М. Тагер, Б. Л. Тагеев, С. М. Третьяков, З. П. Тулуб, Д. Н. Фалькивский, А. Фитрат, П. П. Филипович, Изи Харик, Егише Чаренц, Михась Чарот, Ю. Чеменземинли, Е. Г. Чубар, В. Т. Шаламов, Т. Шахбази, А. М. Шевцов, Г. Д. Шкурупий, П. З. Шукайло, Г. Д. Эпик, Ю. И. Юркун, Бруно Ясенский.
Православные иерархи
Митрополиты Крутицкий Пётр, Ленинградский Серафим, Казанский Кирилл, Горьковский Евгений, архиепископ Владимирский и Суздальский Николай.
Художники
М. Л. Бойчук, Г. И. Гидони, А. Д. Древин, В. М. Ермолаева, Г. Г. Клуцис, Н. Е. Лансере, Р. М. Семашкевич, В. С. Тимирёв, В. И. Шухаев.

## Большой террор в отношении подростков
В период Большого террора действовало постановление «О мерах борьбы с преступностью среди несовершеннолетних», разрешавшее применение к лицам, достигшим двенадцати лет, всех уголовных наказаний (включая смертную казнь). Некоторая часть несовершеннолетних была арестована и осуждена по политическим мотивам. Историк А. Б. Суслов выявил следующие особенности преследований по политическим мотивам несовершеннолетних на территории современного Пермского края:
- Несовершеннолетние составляли небольшую часть арестованных по политическим мотивам. Так, на территории современного Пермского края были арестованы НКВД по политическим мотивам 18442 взрослых и всего 32 несовершеннолетних;
- Дела арестованных по политическим мотивам чаще прекращали в отношении несовершеннолетних, чем в отношении взрослых. Так из 32 арестованных несовершеннолетних на территории Пермского края 17 были освобождены с прекращением дел за недоказанностью. При этом были прекращены только 34 % дел в отношении арестованных по политическим мотивам взрослых;
- Ни один несовершеннолетний, арестованный на территории Пермского края в период Большого террора, не был казнён, а максимальным наказанием было 10 лет лишения свободы (его получили 10 несовершеннолетних).

## Судьба организаторов и участников репрессий
Ежов был арестован 10 апреля 1939 года и 4 февраля 1940 года расстрелян по обвинению в сочувствии троцкизму, шпионаже и подготовке государственного переворота. Такая же судьба постигла всех его ставленников: Агранова, Заковского, Реденса, Балицкого, братьев Б. Д. и М. Д. Берманов, Дагина, Кацнельсона, Фриновского и других. Всего в 1939 году из органов НКВД было уволено 7372 оперативно-чекистских сотрудника (22,9 % от списочного состава), арестам из них подверглись 937 человек. Из общего числа 6174 руководящих оперативных работников были заменены 62 %. Немало было таких, которые сделали в годы террора большую карьеру и выдвинулись на руководящие посты в партии, НКВД, армии и других отраслях государства.
В разгар кампании борьбы против нарушений «социалистической законности», 9 февраля 1939 года, начальник отделения УНКВД по Читинской области Фельдман избил заключённого, отмеченного в документах как «П.» на допросе. Заключённый попал в больницу. Прокурор области допросил избитого в присутствии Фельдмана. Тот не отрицал факт избиения и заявил, «что он бил и будет бить». Вскоре Фельдман был переведён из Читинской области с повышением. Начальник особого отдела Черноморского флота Лебедев в конце 1939 года в ответ на претензии прокурора флота по поводу избиений арестованных заявил: «Бил и бить буду. Я имею на сей счёт директиву т. Берии».

## Число осужденных по делам органов ВЧК-ОГПУ-НКВД за 1921—1940 гг
Число осужденных по делам органов ВЧК-ОГПУ-НКВД за 1921—1940 гг.

| Год  | Всего осуждено         | Высшая мера наказания  | Лагеря и тюрьмы        | Ссылка и высылка      | Прочие меры           |
| 1921 | {\displaystyle 35829}  | {\displaystyle 9701}   | {\displaystyle 21724}  | {\displaystyle 1817}  | {\displaystyle 2587}  |
| 1922 | {\displaystyle 6003}   | {\displaystyle 1962}   | {\displaystyle 2656}   | {\displaystyle 166}   | {\displaystyle 1219}  |
| 1923 | {\displaystyle 4794}   | {\displaystyle 414}    | {\displaystyle 2336}   | {\displaystyle 2044}  | -                     |
| 1924 | {\displaystyle 12425}  | {\displaystyle 2550}   | {\displaystyle 4151}   | {\displaystyle 5724}  | -                     |
| 1925 | {\displaystyle 15995}  | {\displaystyle 2433}   | {\displaystyle 6851}   | {\displaystyle 6274}  | {\displaystyle 437}   |
| 1926 | {\displaystyle 17804}  | {\displaystyle 990}    | {\displaystyle 7547}   | {\displaystyle 8571}  | {\displaystyle 696}   |
| 1927 | {\displaystyle 26036}  | {\displaystyle 2363}   | {\displaystyle 12267}  | {\displaystyle 11235} | {\displaystyle 171}   |
| 1928 | {\displaystyle 33757}  | {\displaystyle 869}    | {\displaystyle 16211}  | {\displaystyle 15640} | {\displaystyle 1037}  |
| 1929 | {\displaystyle 56220}  | {\displaystyle 2109}   | {\displaystyle 25853}  | {\displaystyle 24517} | {\displaystyle 3741}  |
| 1930 | {\displaystyle 208069} | {\displaystyle 20201}  | {\displaystyle 114443} | {\displaystyle 58816} | {\displaystyle 14609} |
| 1931 | {\displaystyle 180696} | {\displaystyle 10651}  | {\displaystyle 105683} | {\displaystyle 63269} | {\displaystyle 1093}  |
| 1932 | {\displaystyle 141919} | {\displaystyle 2728}   | {\displaystyle 73946}  | {\displaystyle 36017} | {\displaystyle 29228} |
| 1933 | {\displaystyle 239664} | {\displaystyle 2154}   | {\displaystyle 138903} | {\displaystyle 54262} | {\displaystyle 44345} |
| 1934 | {\displaystyle 78999}  | {\displaystyle 2056}   | {\displaystyle 59451}  | {\displaystyle 5994}  | {\displaystyle 11498} |
| 1935 | {\displaystyle 267076} | {\displaystyle 1229}   | {\displaystyle 185846} | {\displaystyle 33601} | {\displaystyle 46400} |
| 1936 | {\displaystyle 274670} | {\displaystyle 1118}   | {\displaystyle 219418} | {\displaystyle 23719} | {\displaystyle 30415} |
| 1937 | {\displaystyle 790665} | {\displaystyle 353074} | {\displaystyle 429311} | {\displaystyle 1366}  | {\displaystyle 6914}  |
| 1938 | {\displaystyle 554258} | {\displaystyle 328618} | {\displaystyle 205509} | {\displaystyle 16842} | {\displaystyle 3289}  |
| 1939 | {\displaystyle 63889}  | {\displaystyle 2552}   | {\displaystyle 54666}  | {\displaystyle 3783}  | {\displaystyle 2888}  |
| 1940 | {\displaystyle 71806}  | {\displaystyle 1649}   | {\displaystyle 65727}  | {\displaystyle 2142}  | {\displaystyle 2288}  |

## Галерея документов
В галерее представлены некоторые строго секретные шифровки, направленные секретарями республиканских, краевых и областных комитетов ВКП(б) в ЦК ВКП (так на бланках шифровок).
- из Казани от 04.VII.1937
- из Орджоникидзе от 07.VII.1937
- из Пятигорска от 08.VII.1937
- из Новосибирска от 08.VII.1937
- из Тбилиси от 08.VII.1937
- из Курска от 08.VII.1937
- из Свердловска от 08.VII.1937
- из Петропавловска от 09.VII.1937
- из Минска от 09.VII.1937
- из Грозного от 10.VII.1937
- из Днепропетровска от 22.VII.1937
- из Петрозаводска от 28.VII.1937
- из Калинина от 14.IX.1937
- из Махач-Калы от 26.IX.1937
- из Алма-Аты от 03.X.1937
- из Архангельска от 17.X.1937
- из Алма-Аты от 14.XI.1937
- из Омска от 19.XI.1937
- из Алма-Аты от 01.XII.1937
- из Петрозаводска от 17.III.1938
- из Тбилиси от 01.IV.1938
- из Ленинграда от 11.IV.1938
- из Читы от 13.IV.1938
- из Иркутска от 26.IV.1938
- из Красноярска от 27.IV.1938
- из Свердловска от 04.V.1938

## Память о жертвах большого террора

### В произведениях культуры и искусства
в художественной литературе
- Анна Ахматова. Реквием. Стихи о любви и антология русской поэзии. Дата обращения: 13 января 2019.
- Роберт Рождественский. Позапрошлая песня. Роберт Рождественский. Биография, Стихи. Поэмы. Дата обращения: 13 января 2019.
- Булат Окуджава. Письмо маме. Всё о геологии. Дата обращения: 13 января 2019.
- Булат Окуджава. Убили моего отца. Всё о геологии. Дата обращения: 13 января 2019.
- Артёмов А. Правда, покаяние, примирение // Посев : журнал. — 1997. — № 1. Архивировано 8 февраля 2017 года.
- Олег Митяев. Солнечное затмение. Официальный сайт Олега Митяева. Дата обращения: 13 января 2019.
- Лидия Чуковская. Софья Петровна. Корней Чуковский. Дата обращения: 13 января 2019.
- Артур Кёстлер «Слепящая тьма»
- Лион Фейхтвангер. Москва 1937 (недоступная ссылка — история). o53xo.nruweltsou.nblz.ru. Дата обращения: 13 января 2019.

в кинематографе
- х/ф «Защитник Седов» (1988, реж. Евгений Цымбал)
- х/ф «Разбойники, глава VII» / «Brigands, chapitre VII» (1996, реж. Отар Иоселиани)
- х/ф «Софья Петровна» (1989, реж. Аркадий Сиренко)
- х/ф «Купала» (2020, реж. Владимир Янковский)

## Комментарии
1. ↑  Когда внесудебные «тройки» НКВД получили право приговаривать и приводить приговор в исполнение в максимально упрощённом порядке.
2. ↑  В 1939 году Н. И. Ежов был арестован по обвинению в сотрудничестве с иностранными разведками и террористической деятельности, а 3 февраля 1940 года осуждён и на следующий день расстрелян.
3. ↑  Эсеры, грузмеки, муссаватисты, иттихадисты и дашнаки.
4. ↑  За прочие преступления арестовано 202 877 человек.